# Động đất và sóng thần Tōhoku 2011
Động đất và sóng thần Tōhoku 2011 (東日本大震災 (Đông Nhật Bản đại chấn tai) Higashi Nihon Daishinsai,) là một trận động đất mạnh 9,0 MW ngoài khơi Nhật Bản xảy ra lúc 05:46 UTC (14:46 giờ địa phương) vào ngày 11 tháng 3 năm 2011. Trận động đất có vị trí chấn tâm nằm cách ngoài khơi bờ biển phía Đông bán đảo Oshika, Tōhoku 72 kilômét (45 mi) tại độ sâu 32 kilômét (20 dặm). Cơ quan Khí tượng Nhật Bản ghi nhận cường độ mạnh nhất của thảm họa ở mức 7 tại miền Bắc tỉnh Miyagi và tỉnh Tochigi, mức 6- tại các tỉnh khác và mức 5+ tại Tōkyō.
Trận động đất đã gây ra sóng thần lan dọc bờ biển Thái Bình Dương của Nhật Bản (trong đó cả Biển Nhật Bản) và ít nhất 20 quốc gia, bao gồm cả bờ biển phía Tây của Bắc và Nam Mỹ. Sóng thần cao đến 40.1 m đã đánh vào Nhật Bản chỉ vài phút sau động đất, tại một vài nơi sóng thần tiến vào đất liền 10 km (6 mi).
Cơ quan Cảnh sát Quốc gia Nhật Bản đã chính thức xác nhận có 15.893 người thiệt mạng, 6.152 người bị thương và 2.572 người mất tích tại 18 tỉnh của Nhật Bản và hơn 125.000 công trình nhà ở bị hư hại hoặc phá hủy hoàn toàn. Trận động đất và sóng thần đã gây ra nhiều thiệt hại nghiêm trọng tại quốc gia này, bao gồm những hư hỏng nặng nề về đường bộ và đường sắt cũng như gây cháy nổ tại nhiều khu vực, kèm theo một con đập bị vỡ. Khoảng 4,4 triệu hộ gia đình rơi vào tình trạng mất điện và 1,5 triệu hộ bị mất nước. Nhiều nhà máy phát điện đã ngưng hoạt động, và ít nhất 3 vụ nổ lò phản ứng do rò rỉ khí hydro đã xảy ra tại nhà chứa các lò phản ứng khi hệ thống làm mát bị hỏng hoàn toàn. Ngày 18 tháng 3, ông Yukiya Amano, người đứng đầu Cơ quan Nguyên tử Quốc tế đã cho biết cuộc khủng hoảng này cực kì nghiêm trọng. Mọi cư dân trong phạm vi bán kính 20 km (12 mi) từ nhà máy điện hạt nhân Fukushima I và 10 km (6 mi) từ nhà máy điện hạt nhân Fukushima II đã phải sơ tán. Ngoài ra, chính phủ Hoa Kỳ khuyến cáo công dân của họ phải di tản cách các nhà máy điện 80 km (50 mi).
Theo các ghi chép về cường độ động đất, đây là trận động đất mạnh nhất từng xảy ra ở Nhật Bản và là một trong năm trận động đất mạnh nhất thế giới từ khi các thiết bị ghi nhận được sử dụng từ năm 1900. Đây được cho là sự va đập kiến tạo lớn nhất giữa Bắc Mỹ và Thái Bình Dương trong 1.200 năm. Thủ tướng Nhật Bản Naoto Kan tuyên bố: "Trong vòng 65 năm từ sau Thế Chiến thứ II, đây là cuộc khủng hoảng khó khăn và gay go nhất mà Nhật Bản phải đối mặt." Trận động đất đã di chuyển đảo Honshu 2,4 m về phía Đông và làm lệch trục Trái Đất khoảng 10 cm. Ước tính thiệt hại lúc đầu tại những nơi bị ảnh hưởng của Nhật Bản vào khoảng từ 14,5 đến 34,6 tỉ USD. Ngày 14 tháng 3, Ngân hàng Nhật Bản đã rót 15.000 tỉ ¥ (183 tỉ USD) vào hệ thống ngân hàng để giảm thiểu ảnh hưởng thị trường tài chính. Ngày 21 tháng 3, Ngân hàng Thế giới ước tính thiệt hại lên vào khoảng 122 đến 235 tỉ USD. Chính phủ Nhật Bản cho biết tổn thất do động đất và sóng thần tàn phá miền Đông Bắc có thể lên đến 309 tỉ USD. Đây là kỉ lục thế giới về thiệt hại do thiên tai gây ra.

## Động đất

### Nguyên nhân
Dịch chuyển của mảng kiến tạo Thái Bình Dương và mảng Bắc Mỹ tại rãnh Nhật Bản với tốc độ 8 cm/năm qua quãng thời gian lâu dài đạt một mức độ đủ lớn làm đứt gãy liên kết giữa hai mảng này dẫn đến sự trượt lên nhau của hai mảng. Mảng Thái Bình Dương đâm xuống phía dưới, mảng Bắc Mỹ trượt lên trên. Kết quả là sự sụt lở và sự trồi lên của đáy kiến tạo nên động đất và sóng thần.

### Diễn biến

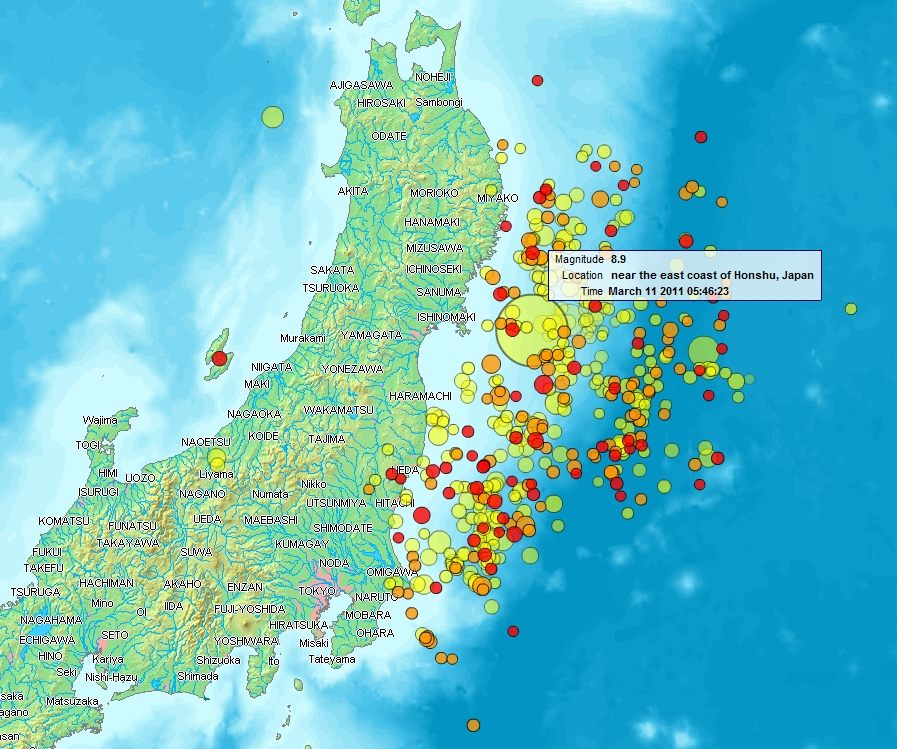
Chấn tâm và vị trí các dư chấn của trận động đất ngoài khơi Tohoku

Trước đó vào ngày 9/3 ở khu vực này đã có trận động đất 7,2 thang độ lớn mô men và 3 dư chấn có độ lớn trên 6,0; và nhiều chấn động có độ lớn trên 5 trong ngày 10/3. Một phút trước khi ảnh hưởng của động đất được cảm nhận ở Tokyo, hệ thống cảnh báo sớm động đất được liên kết từ hơn 1.200 địa chấn kế ở Nhật Bản đã gởi tín hiệu cảnh báo lên trên truyền hình về nguy hiểm của trận động đất đến hàng triệu người. Điều này là có thể vì sóng S, truyền với tốc độ 4 km/s, mất khoảng 90 giây trên quãng đường 373 km đến Tokyo. Cảnh báo sớm từ JMA được tin là đã cứu sống nhiều người.
Trận động đất xảy ra phía Tây Thái Bình Dương, cách phía Đông của thành phố Sendai, Honshu, Nhật Bản 130 km. Chấn tâm cách Tokyo 373 kilômét (232 dặm). Dư chấn có độ lớn 7,1thang độ lớn mô men xảy ra sau chấn động chính 40 phút. Có hơn 40 dư chấn có độ lớn từ 5 thang độ lớn mô men trở lên được ghi nhận chỉ trong vài giờ sau chấn động chính.
Ban đầu Cục Khảo sát Địa chất Hoa Kỳ báo độ lớn trận động đất là 7,9 nhưng sau đó hiệu chỉnh lại là 8,8 và 8,9 Mw.
JMA đánh giá rằng các dư chấn của trận động đất này rất mạnh, tính đến thời điểm 12 giờ ngày 16 tháng 3 năm 2011 số dư chấn lớn hơn 7,0 là 3, và số dư chấn lớn hơn 6,0 là 48. Dư chấn đã xảy ra trên phạm vi rộng thuộc địa phận bờ biển các tỉnh Iwate, Miyagi, Fukushima, và Ibaraki.

### Tác động địa lý
Theo Viện Địa chất và Núi lửa Quốc gia của Ý, sức mạnh to lớn của trận động đất đã di chuyển trục Trái Đất khoảng 25 cm (9,8 in). Sự sai lệch này đã dẫn đến một số thay đổi nhỏ của hành tinh, bao gồm cả độ dài của một ngày và độ nghiêng về phía xích đạo của Trái Đất. Do sự phân phối lại khối lượng Trái Đất, tốc độ quay của Trái Đất tăng lên, một ngày bị rút ngắn lại 1,8 micro giây.
Báo cáo của Cục Khảo sát Địa chất Hoa Kỳ cho biết đảo Honshu, hòn đảo chính của Nhật Bản, đã dịch chuyển 5 m về phía Đông, làm Nhật Bản gần thêm với Hoa Kỳ. Nhà nghiên cứu Lucy Jones nói về dữ liệu chính xác như sau: "Người Nhật có thông tin chính xác nhất thế giới về địa chấn. Đây là trận động đất với độ lớn áp đảo nhất từng được ghi nhận."
Shinmoedake, một ngọn núi lửa ở Kyushu, đã phun trào hai ngày sau trận động đất. Ngọn núi lửa này đã phun trào lần cuối vào tháng 1 năm 2011. Vẫn chưa xác định được lần phun trào mới đây có liên quan đến trận động đất hay không.

### Năng lượng
Trận động đất đã giải phóng một năng lượng bề mặt 1,9±0,5×1017 jun, được phân tán bằng năng lượng rung lắc và sóng thần, gần gấp đôi năng lượng giải phóng bề mặt của trận động đất và sóng thần Ấn Độ Dương 2004 đã giết chết 230000 người (26,3 megaton). "Nếu chúng ta có thể chỉ khai thác năng lượng (bề mặt) từ trận động đất này, nó sẽ cung cấp điện cho thành phố cỡ Los Angeles trong một năm", McNutt nói trong một cuộc phỏng vấn. Tổng năng lượng được giải phóng, cũng được biết như tại thời điểm địa chấn (M0) là hơn 200000 lần năng lượng bề mặt và được tính toán bởi USGS ở 3,9×1022 jun. Năng lượng này tương đương với 9.320 gigaton TNT, thấp hơn một chút động đất Ấn Độ dương 2004 (9560 gigaton hay 4,0×1022 jun) hoặc xấp xỉ 600 triệu lần năng lượng của bom hiroshima.
Viện nghiên cứu quốc gia cho khoa học Trái Đất và phòng chống thiên tai Nhật Bản (NIED) đã tính toán một tải trọng động đất (PGA) ở 2,99 g (29.33 m/s²). Ghi nhận riêng lẻ lớn nhất trong Nhật Bản là 2,7 g tại tỉnh Miyagi, 75 km từ chấn tâm; ghi chép cao nhất trong khu vực đô thị Tokyo là 0,16 g.

## Sóng thần
Trận động đất tạo ra sóng thần dọc bờ biển phía Thái Bình Dương của Nhật Bản và hơn 20 quốc gia khác như New Zealand, Úc, Nga, Guam, Philippines, Indonesia, Papua New Guinea, Nauru, Hawaii, quần đảo Bắc Mariana (Mỹ), Đài Loan; Bắc, Trung và Nam Mỹ như Hoa Kỳ, México, Nicaragua, Costa Rica và Peru.
Trận động đất xảy ra vận động trồi lên từ 5 đến 8 mét của lớp địa chất trải dài 180 km dưới đáy biển, ở vị trí ngoài khơi cách bờ biển Đông Tōhoku 60 km. Kết quả là một cơn sóng thần lớn tiêu hủy mọi thứ dọc theo bờ biển Thái Bình Dương của quần đảo phía Bắc Nhật Bản, gây thiệt hại hàng ngàn sinh mạng và tàn phá toàn bộ các tỉnh trong khu vực bị ảnh hưởng. Sóng thần lan truyền khắp Thái Bình Dương, hành động cảnh báo cũng như sơ tán diễn ra nhanh chóng ở nhiều nước có chung biên giới bờ biển Thái Bình Dương, gồm Bắc và Nam Mỹ, từ Alaska đến Chile. Tuy nhiên, dù sóng thần có ảnh hưởng lên nhiều vùng trong những khu vực trên nhưng chỉ gây ra tác động tương đối nhỏ. Vùng bờ biển Thái Bình Dương của Chile là là nơi cách xa Nhật Bản nhất, vào khoảng 17.000 km, chỉ chịu ảnh hưởng sóng thần cao 2 m. Trong khi tại Tarō, Iwate, sóng thần ước tính cao đến 37,9 mét. Sóng thần cao 10 m được quan sát ở sân bay Sendai, gần bờ biển của tỉnh Miyagi.

### Nơi khác quanh Thái Bình Dương
Ngay sau trận động đất, Trung tâm Cảnh Báo Sóng thần Thái Bình Dương (PTWC) lập tức đưa tin về khả năng sóng thần và cảnh báo các khu vực ở Thái Bình Dương. Vào 07:30 UTC, PTWC đưa ra cảnh báo sóng thần trên diện rộng bao phủ toàn Thái Bình Dương. Trung tâm Cảnh báo Sóng thần Bờ Tây và Alaska của Hoa Kỳ đã phát động cảnh báo sóng thần đối với các vùng ven biển gần như toàn bộ bang California, toàn bang Oregon và phần phía Tây của bang Alaska, đồng thời dự báo sóng thần đổ bộ tại bờ biển Thái Bình Dương của Alaska cùng toàn bang Washington, British Columbia, Canada. Tại tiểu bang California và Oregon, sóng thần lên đến 2,4 m đánh vào một số khu vực, làm hư hại cầu cảng và bến cảng, gây thiệt hại hơn 10 triệu USD. Tại Hawaii, ước tính riêng thiệt hại cho cơ sở hạ tầng công cộng khoảng 3 triệu USD, cùng thiệt hại tài sản cá nhân ước tính khoảng hàng chục triệu USD. Sóng thần cao 1 m đổ bộ vào đảo Vancouver ở Canada.

## Thảm họa
Thạm họa do động đất và sóng thần Tōhoku gây ra đối được người Nhật gọi chung là Đại thảm họa động đất Đông Nhật Bản (ja:東日本大震災). Trận động đất và sóng thần đã gây mức thương vong nặng nề. Hơn 12 nghìn người đã được xác nhận là bị thiệt mạng. Trận động đất và sóng thần gây ra nhiều thiệt hại ở mức độ và quy mô rất lớn, chủ yếu là từ sóng thần. Những đoạn phim quay cảnh thị trấn bị ảnh hưởng tồi tệ nhất cho thấy không gì hơn là những đống gạch vụn, và hầu như không có kết cấu nào còn đứng vững được. Ước tính chi phí của thiệt hại cũng vào hàng chục tỷ đô la Mỹ, thậm chí Ngân hàng Thế giới dự tính có thể lên đến 235 tỉ. Những hình chụp trước và sau trận động đất từ vệ tinh cho thấy thiệt hại rộng lớn tại những vùng bị tàn phá. Mặc dù Nhật Bản đã đầu tư khoảng hàng tỷ USD vào hệ thống đê chắn sóng thần chạy dài ít nhất 40% trong 34.751 km (21.593 dặm) đường bờ biển quốc gia, với độ cao lên đến 12 m, nhưng sóng thần chỉ đơn giản tràn qua đỉnh của một số đê chắn và làm đổ đê.

### Thương vong
Cơ quan Cảnh sát Quốc gia Nhật Bản đã xác nhận số người thiệt mạng lên đến 15.893 người, 6.152 người bị thương và 2.572 người mất tích tại 18 tỉnh.
Tổ chức Cứu trợ Trẻ em đưa nguồn tin có khoảng hơn 100.000 trẻ em đã phải rời khỏi nhà cửa hư hại, trong số đó có những đứa trẻ bị tách rời khỏi gia đình do trận động đất xảy ra vào ngày học trong tuần.
Ngày 14 tháng 3, hãng thông tấn Kyodo đưa tin 2.000 thi thể nạn nhân đã được tìm thấy dọc bờ biển thuộc tỉnh Miyagi.
Có nguồn tin tức về bốn chuyến tàu chở một lượng hành khách chưa xác định đã biến mất ở vùng ven biển trong cơn sóng thần. Một trong những chiếc tàu thuộc tuyến Sensaki đã được tìm thấy vào buổi sáng trong tình trạng trật đường ray. Toàn bộ hành khách đều được trực thăng cảnh sát cứu sống. Sau đó, tạp chí Der Spiegel đăng tải thông tin về 5 chuyến tàu mất tích tại tỉnh Miyagi đã được tìm thấy, tất cả hành khách đều an toàn. Mặc dù nguồn tin này có thể không xác nhận được từ phía địa phương.
Ngày 11 tháng 3, dịch vụ tìm người qua mạng của Google, trước đây từng được sử dụng trong các trận động đất ở Haiti, Chile và Christchurch, New Zealand, đã thu thập thông tin về những người sống sót và vị trí của họ. Dịch vụ tìm kiếm người thân phi lợi nhuận NOKR đang hỗ trợ chính phủ Nhật Bản trong việc tìm những thân nhân mất tích hoặc đã chết của người dân bị ảnh hưởng.

### Thiệt hại ở nhà máy điện hạt nhân
Các nhà máy điện hạt nhân Fukushima I, Fukushima II, Onagawa và Tōkai với tổng cộng 11 lò phản ứng đã tự động ngưng hoạt động sau trận động đất. Nhà máy điện hạt nhân Higashidōri, cũng nằm trên bờ biển phía Đông Bắc, được tạm ngưng để kiểm tra chu kỳ hoạt động. Làm mát là công việc cần thiết để giảm bớt nhiệt lượng phân rã trong nhiều ngày sau khi nhà máy đã ngưng hoạt động. Quá trình làm mát được trang bị máy phát điện diesel khẩn cấp, như trong trường hợp của nhà máy tái chế nhiên liệu hạt nhân Rokkasho. Sóng thần tại Fukushima I và II đã vượt qua đê chắn đồng thời phá hủy hệ thống máy phát điện diesel dự phòng, dẫn đến những vấn đề nghiêm trọng tạo nên hai vụ nổ lớn tại nhà máy Fukushima I gây rò rỉ phóng xạ. Hơn 200.000 người đã được sơ tán. Ngày 16 tháng 3, báo cáo cho biết những cơn gió tích cực đã thổi các phân tử phóng xạ từ các sự cố ra biển, giảm thiểu những hiệu ứng tiêu cực. Trước nguy cơ lớn từ các nhà máy, máy bay trực thăng đã cố đổ nước vào nhà máy Fukushima I trong nỗ lực làm mát các lò phản ứng.
Ngày 15 tháng ba, Günther Oettinger, ủy viên hội đồng năng lượng châu Âu người Đức, trong một tuyên bố tại Nghị viện châu Âu đã gọi thảm họa hạt nhân là "ngày tận thế". Ông cho biết từ này là sự lựa chọn đặc biệt chính đáng nhất, và Tokyo đã gần như mất quyền kiểm soát tình huống tại các nhà máy điện Fukushima.
Chính phủ Anh và Hoa Kỳ đã khuyên công dân của họ xem xét việc rời khỏi Nhật. Hoa Kỳ và Úc cũng khuyên nên ở cách nhà máy Fukushima I ít nhất 80 km (50 dặm). Các nhà chức trách tại Anh, Đức và Úc đề nghị công dân của họ rời khỏi Tokyo. Chính phủ các nước Pháp, Bỉ và Na Uy yêu cầu không bắt buộc công dân của họ rời khỏi Nhật Bản.

#### Nhà máy điện Fukushima I và II

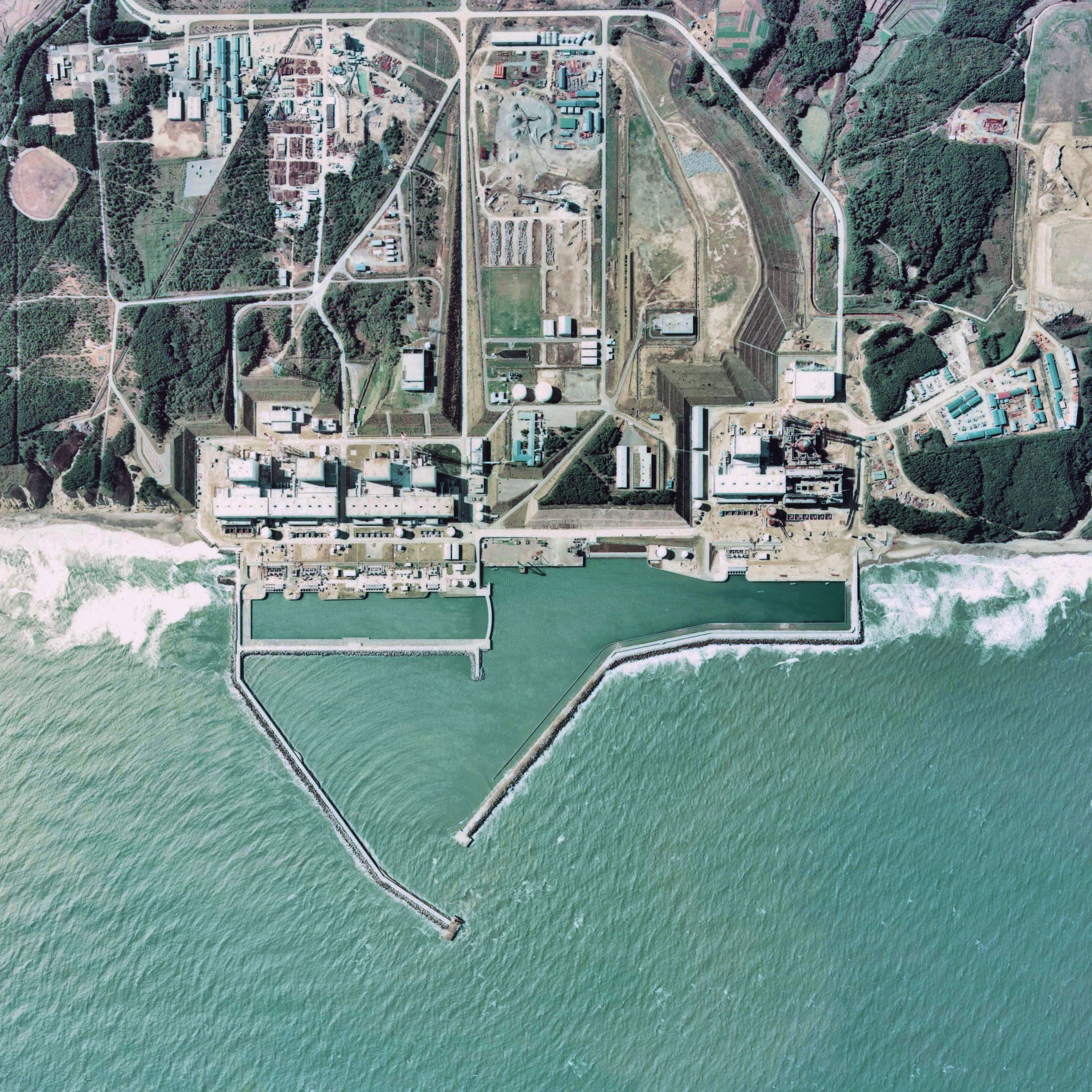
Nhà máy điện hạt nhân Fukushima I

Nhật Bản tuyên bố tình trạng khẩn cấp sau sự hư hỏng của hệ thống làm mát ở nhà máy điện hạt nhân Fukushima I, dẫn đến việc di tản của người dân sống gần đó. Các quan chức của Cơ quan An toàn Hạt nhân và Công nghiệp Nhật Bản báo cáo rằng mức độ phóng xạ bên trong nhà máy lên tới 1.000 lần mức bình thường, và mức độ phóng xạ bên ngoài nhà máy gấp 8 lần mức bình thường. Sau đó, tình trạng khẩn cấp cũng đã được tuyên bố ở nhà máy điện hạt nhân Fukushima II cách đó khoảng 11 km về phía Nam. Điều này đã nâng tổng số lò phản ứng có vấn đề lên 6 lò phản ứng, hai trong số đó (lò phản ứng số 1 và số 3) tại nhà máy Fukushima I có hiện tượng nóng chảy hạt nhân gây rò rỉ phóng xạ.
Ngày 12 tháng 3, một vụ nổ lớn với nguyên do được quy cho sự tích tụ khí hydro đã thổi bay mái và tường ngoài nhà chứa lò phản ứng số 1, giải phóng một đám mây lớn bụi và hơi nước, nhưng lò phản ứng chính vẫn không bị hư hỏng trong vụ nổ.
Ngày 13 tháng 3 (JST), chính quyền Nhật thừa nhân lò phản ứng số 1 và số 3 có hiện tượng nóng chảy hạt nhân bên trong do nhiệt độ cao. Cơ quan Năng lượng Nguyên tử Nhật Bản thông báo rằng sự cố Fukushima được đánh giá ở mức 4 trên mức từ 0-7 của Thang Sự cố Hạt nhân ''Quốc tế'' (INES), mức độ nghiêm trọng chỉ thua sự cố nhà máy điện hạt nhân Đảo Ba Dặm của Mỹ. Cơ quan an toàn hạt nhân ASN của Pháp cho rằng tai nạn xảy ra có thể được xếp loại 5 hoặc 6, điều này có nghĩa là mức độ nghiêm trọng chỉ có thể bằng hoặc thậm chí là hơn sự cố Đảo Ba Dặm. Ngày 18 tháng 3, Cơ quan an toàn hạt nhân Nhật Bản nâng mức độ nghiêm trọng lên mức 5.
Ngày 14 tháng 3, sau 11 giờ (JST), một vụ nổ xảy khác xảy ra tại lò phản ứng số 3 của nhà máy Fukushima I. Bức tường bên ngoài của tòa nhà bị sụp đổ. Phát ngôn viên của chính phủ cho biết lò phản ứng không bị hư hỏng. Sau 16 giờ 30 cùng ngày (JST), Cơ quan An toàn Hạt nhân và Công nghiệp Nhật Bản thông báo đã xảy ra vụ nổ. Người dân địa phương được các nhà chức trách khuyến cáo ở nhà cho đến khi tình hình phóng xạ của môi trường được làm sạch hoàn toàn. Không giống như 5 lò phản ứng khác, lò phản ứng số 3 vận hành bằng urani và oxit plutoni hỗn hợp (hay nhiên liệu MOX hỗn hợp), khiến nó có khả năng nguy hiểm hơn dựa trên các hiệu ứng neutron do phản ứng plutoni gây ra, bên cạnh đó là những tác động gây ung thư trong trường hợp phóng xạ được thải ra môi trường. Công ty Điện lực Tokyo (TEPCO) đang nỗ lực giảm áp suất trong các nhà máy bằng cách thải hơi nước ô nhiễm trong các lò phản ứng vào khí quyển. Theo Tomoko Murakami, nhóm năng lượng hạt nhân tại Viện Kinh tế Năng lượng Nhật Bản, điều này sẽ không dẫn đến việc phát phóng xạ đáng kể. Những cư dân sống trong bán kính 20 km từ nhà máy Fukushima I cùng các cư dân trong phạm vi 3 km từ nhà máy Fukushima II đều được sơ tán.
Ngoài ra, trước đó đã có báo cáo rằng các thanh nhiên liệu của lò phản ứng số 2 tại nhà máy Fukushima I nhô ra khỏi nước hoàn toàn, và tình trạng tan chảy của những thanh nhiên liệu cùng với nguy cơ tổn thương mạch lò phản ứng không loại trừ khả năng gây rò rỉ phóng xạ. Tính đến ngày 14 tháng 3, khoảng 160 người đã tiếp xúc với phóng xạ ở mức độ nguy hiểm gần các nhà máy điện hạt nhân. Một nhân viên nhà máy đã thiệt mạng, 8 người khác bị thương. Thêm 11 nhân viên khác bị thương khi lò phản ứng số 3 phát nổ. Nhiều người đã bị phơi nhiễm phóng xạ.
Ngày 15 tháng 3, lúc 06:10 (JST), một vụ nổ xảy ra tại lò phản ứng số 2 của nhà máy Fukushima I. Bên ngoài nhà máy đã phát hiện mức phóng xạ "vượt quá giới hạn cho phép". Theo Công ty Điện lực Tokyo, nhà chịu trách điều hành của nhà máy, mức phóng xạ lúc 08:31 (JST) đã tăng lên đến 8,217 millisievert (mSv)/giờ. Một vụ nổ thứ tư tại lò phản ứng số 4 gây rung chuyển khu vực nhà máy Fukushima I vào cùng ngày. Mức phóng xạ đo được gần lò phản ứng là 400 mSv/giờ, trong khi 100 mSv/năm được coi là mức độ an toàn.

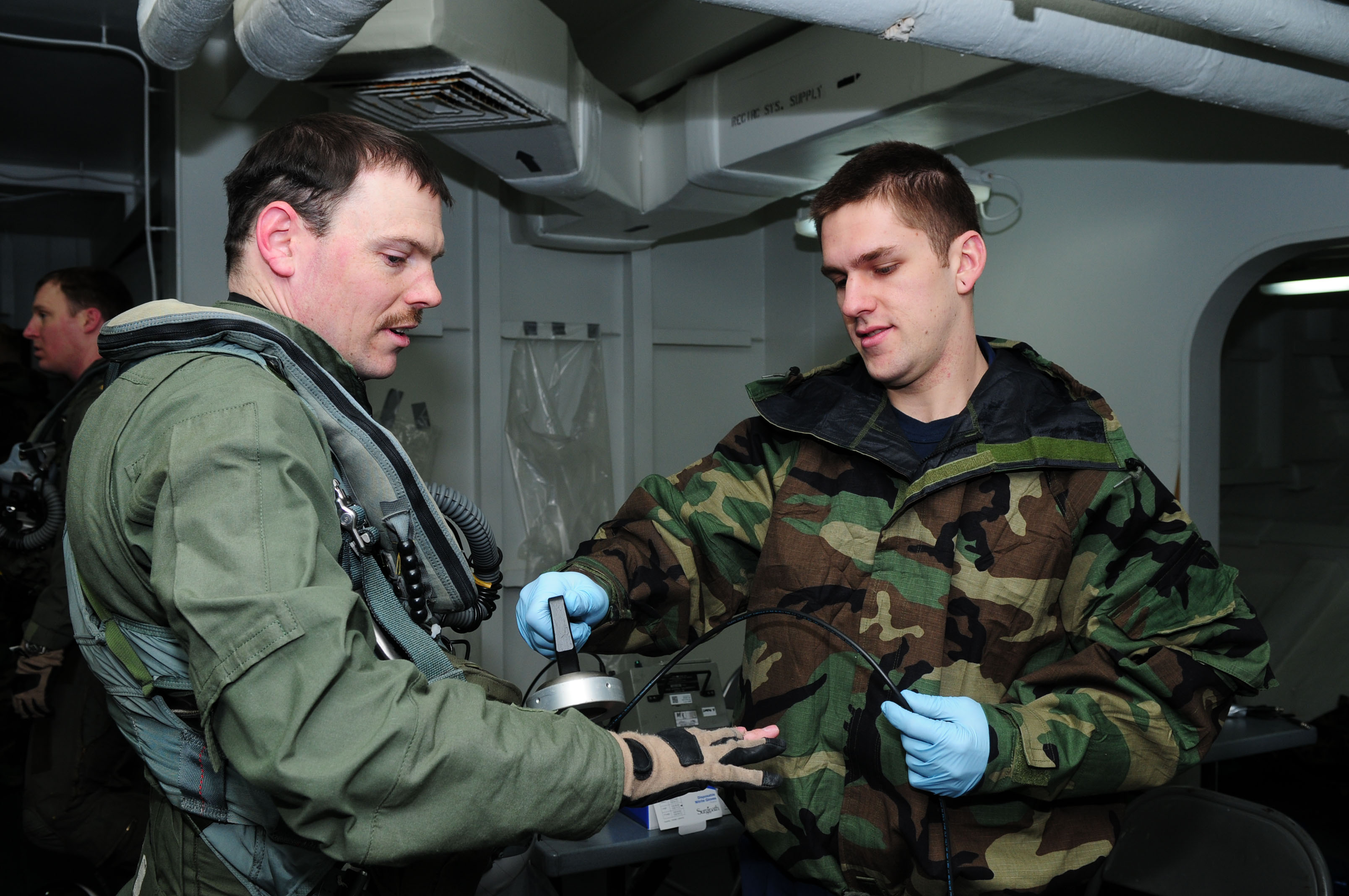
Lính thủy hải quân Hoa Kỳ kiểm tra mức độ phóng xạ sau khi làm nhiệm vụ giải cứu nhân đạo ở Nhật.

Khi tiến hành nhiệm vụ tìm kiếm và giải cứu, trên đường quay lại hàng không mẫu hạm neo ngoài khơi 160 km (99 dặm), một đội cứu trợ của Hải quân Hoa Kỳ đã phải di chuyển khỏi khu vực gần đó sau khi máy bay trực thăng của họ dò ra mức phóng xạ. Chỉ trong thời gian khoảng một giờ, máy bay hấp thụ lượng bức xạ nền mặt đất tương đương trong một tháng.
Ngày 15 tháng 3, mức phóng xạ ở Tokyo lên đến 20 lần mức bình thường. Mức cao nhất trong vùng Kanto gấp 40 lần mức bình thường tại Saitama nhưng sau đó giảm dần đến 10 lần mức bình thường. Các quan chức địa phương bảo đảm với công chúng rằng đây không phải là mức đe dọa sức khỏe con người.
Trưa ngày 15 tháng 3 (JST), Nhật Bản đình chỉ mọi hoạt động tại nhà máy Fukushima I sau khi sự gia mức độ tăng phóng xạ đã khiến cho những công nhân ở lại nhà máy có thể đối mặt với nguy hiểm. Tuy nhiên, công nhân đã trở lại khoảng một giờ sau đó sau khi mức phóng xạ giảm. Tính đến ngày 16 tháng 3, năm công nhân nhà máy đã chết và 22 người khác bị thương. Hai người khác được báo cáo mất tích. Chính phủ đã nâng mức độ phơi nhiễm phóng xạ theo an toàn tiêu chuẩn quốc gia từ 100 lên 250 mSv/năm. Do đó, công nhân nhà máy có thể tiếp tục làm việc.
Sáng ngày 16 tháng 3, phóng xạ Cesi với 58 Bq/kg nước và Iod với 177 Bq/kg nước đã được phát hiện trong nước máy ở thành phố Fukushima. Ngày 19 tháng 3, chính phủ Nhật Bản thông báo rằng phóng xạ Iod được phát hiện trong nước máy lấy mẫu ngày 18 tháng 3 tại Toshigi, Gunma, Tokyo, Chiba, Saitama, và Niigata; phóng xạ Cesi tại Tochigi và Gunma. Nhưng tất cả chỉ trong giới hạn cho phép của đất nước.

#### Nhà máy điện Onagawa
Hãng thông tấn Kyodo News cho biết đã có vụ cháy ở phần tuabin của nhà máy điện Onagawa sau trận động đất. Ngọn lửa phát ra trong nhà chứa các tuabin, nằm cách biệt với các lò phản ứng của nhà máy và đã nhanh chóng được dập tắt.
Ngày 13 tháng 3, TEPCO tông báo tình trạng báo động ở mức thấp nhất do chỉ số phóng xạ hiện thời đã vượt quá mức cho phép trong khu vực nhà máy. TEPCO khẳng định điều này là do phóng xạ từ sự cố nhà máy điện Fukushima I chứ không phải từ nhà máy Onagawa phát ra.

#### Nhà máy điện Tōkai
Lò phản ứng số 2 tại nhà máy điện hạt nhân Tōkai đã tự ngưng hoạt động. Ngày 14 tháng 3, đã có báo cáo rằng một máy bơm hệ thống làm mát cho lò phản ứng này đã ngưng làm việc. Tuy nhiên, Cơ quan Năng lượng Nguyên tử Nhật Bản cho biết có một máy bơm hoạt động dự phòng duy trì hệ thống làm mát, nhưng hai trong số ba máy phát điện diesel để chạy hệ thống làm mát đã ngưng hoạt động.

### Cảng

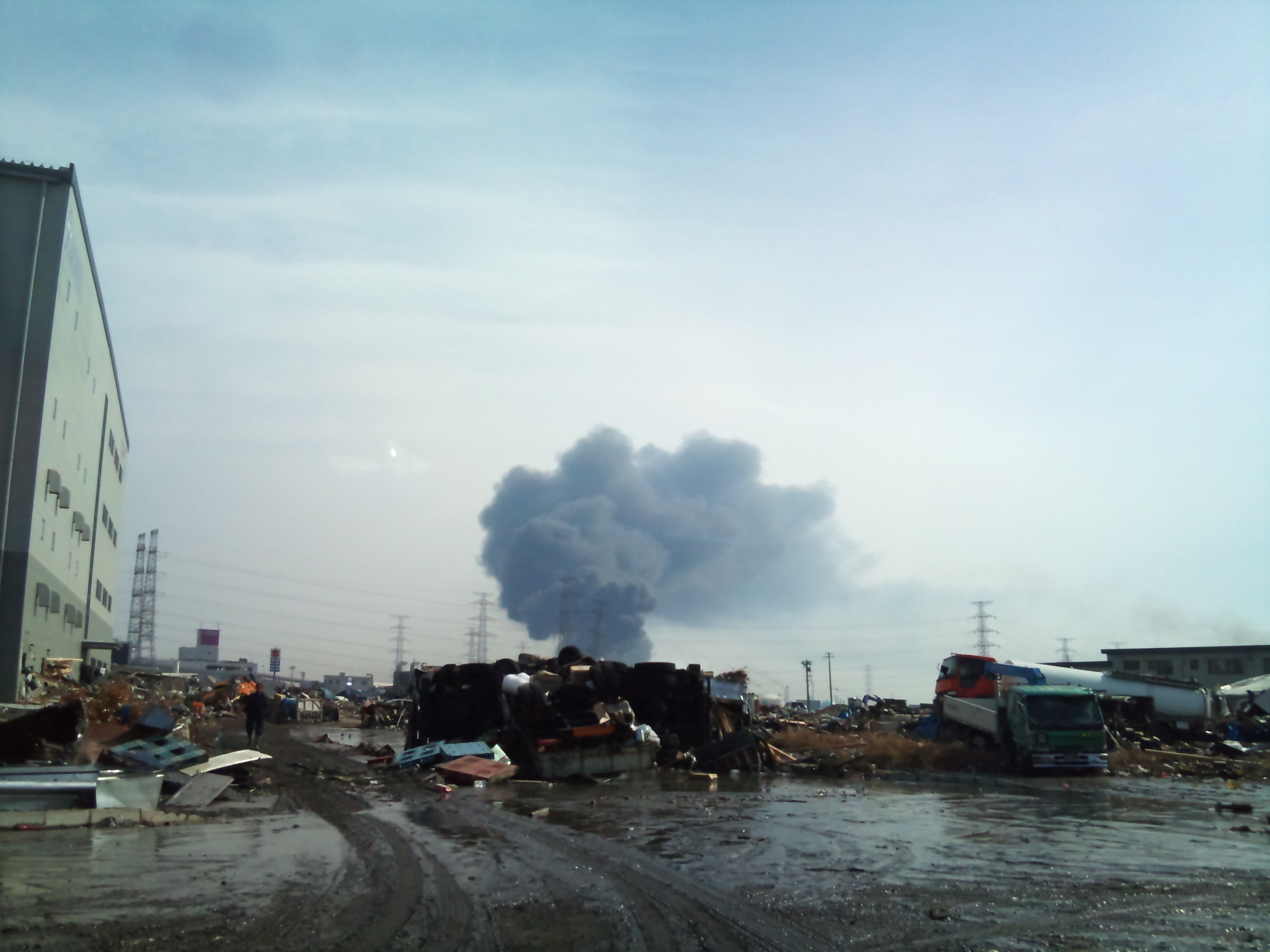
Thiệt hại ở cảng Sendai.

Tất cả các cảng của Nhật Bản phải đóng cửa một thời gian ngắn sau trận động đất, mặc dù những cảng ở Tokyo và phía Nam đã sớm hoạt động trở lại. Các cảng phía Đông Bắc của Hachinohe, Sendai, Ishinomaki và Onahama đã bị phá hủy. Trong khi đó cảng Chiba (phục vụ ngành công nghiệp dầu khí) và cảng hàng hóa lớn thứ 9 của Nhật Bản tại Kashima cũng bị ảnh hưởng nhẹ. Các cảng ở Hitachinaka, Hitachi, Soma, Shiogama, Kesennuma, Ofunato, Kamashi và Miyako cũng bị hư hỏng và được dự kiến sẽ phải ngưng hoạt động hàng tuần. Cảng Tokyo bị hư hại nhẹ, trận động đất làm khói bốc lên từ một tòa nhà tại đó và một phần của cảng bị ngập nước, hòa lẫn với đất bùn ở bãi giữ xe của Công viên Disneyland Tokyo.

### Vỡ đập
Đập thủy lợi Fujinuma ở thành phố Sukagawa bị vỡ, gây ra lũ lụt và cuốn trôi nhà cửa. Tám người mất tích và bốn thi thể được phát hiện vào buổi sáng hôm sau. Được biết, một số người dân địa phương đã cố gắng sửa chữa rò rỉ của đập trước khi nó hoàn toàn bị hư hại. Ngày 12 tháng 3, 252 đập nước đã được kiểm tra, trong đó phát hiện 6 đập lớn đã có vết nứt nông ở phía trên. Các hồ chứa dạng đập bê tông trọng lực bị nghiêng không đáng kể. Tất cả các đập bị hư hại vẫn đang hoạt động không có sự cố. Bốn đập trong khu vực động đất chưa thể tiếp cận được. Khi giao thông thông thoáng trở lại, các chuyên gia sẽ được cử đến để tiến hành điều tra.

### Nước

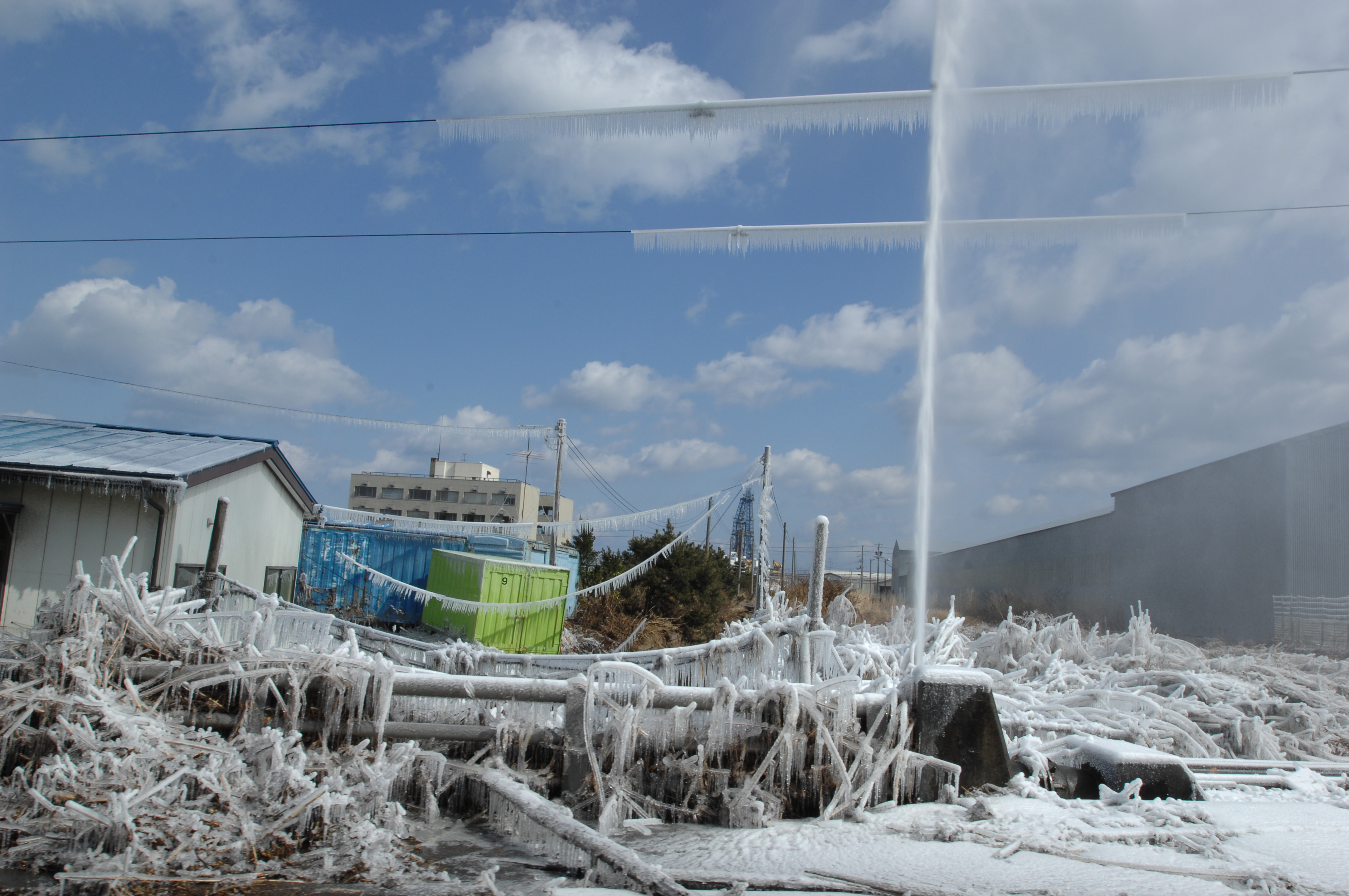
Hư hại đường ống nước ở bờ biển phía Bắc Nhật Bản sau sóng thần.

Ngay sau khi tai họa xảy ra, có báo cáo ít nhất 1,5 triệu hộ gia đình tại Nhật Bản bị mất nước. Đến ngày 21 tháng 3, con số này đã giảm xuống còn 1,04 triệu hộ.

### Điện

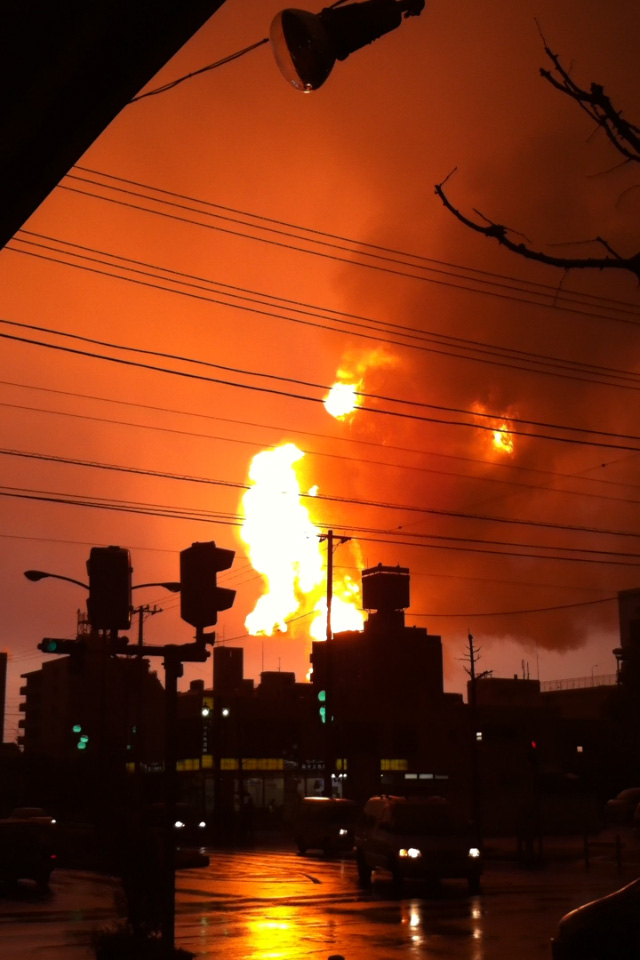
Cháy nhà máy lọc dầu Cosmo tại Ichihara, Chiba.

Theo Công ty Điện lực Tōhoku (TEP), khoảng 4,4 triệu hộ gia đình ở vùng Đông Bắc Nhật Bản bị mất điện. Một số nhà máy điện thông thường và nhà máy điện hạt nhân đã ngừng hoạt động sau trận động đất. Ngày 14 tháng 3, việc cắt điện được tiến hành do tình trạng thiếu điện do trận động đất gây ra. Công ty Điện lực Tokyo (TEPCO), với khả năng cung cấp điện thông thường khoảng 40 GW điện, thông báo rằng hiện chỉ có thể phân phối khoảng 30 GW. Điều này do 40% lượng điện sử dụng tại vùng Tokyo mở rộng là từ các lò phản ứng ở tỉnh Niigata và Fukushima cung cấp. Các lò phản ứng tại nhà máy điện Fukushima I và II đã tự ngưng hoạt động ngay sau khi cơn động đất đầu tiên xảy ra và đã bị hư hỏng nặng do động đất và đợt sóng thần đến liền sau đó. Việc cắt điện ba giờ mỗi ngày dự kiến sẽ kéo dài đến cuối tháng 4 tại Tokyo và các tỉnh Kanagawa, Shizuoka, Yamanashi, Chiba, Ibaraki, Saitama, Tochigi, Gunma. Việc những người dân tự nguyện giảm sử dụng điện tại vùng Kanto đã giúp giảm bớt tần suất và thời lượng cúp điện dự tính.
Công ty điện lực Tōhoku (TEP) hiện không thể cung cấp thêm điện cho vùng Kanto, vì các nhà máy điện của TEP cũng bị hư hại trong trận động đất. Công ty Điện lực Kansai (Kepco) không thể chia sẻ điện, bởi vì hệ thống của Kepco hoạt động ở tần số 60 Hz, trong khi đó hệ thống của TEPCO và TEP vận hành ở tần số 50 Hz. Điều này là do sự phát triển cơ sở hạ tầng và công nghiệp vào đầu những năm 1880 đã khiến Nhật Bản không có mạng điện quốc gia thống nhất. Hai trạm biến áp, một ở tỉnh Shizuoka và một ở Nagano, có thể thay đổi các tần số và chuyển điện từ Kansai để đến Kanto và Tōhoku, nhưng khả năng thực hiện việc này chỉ giới hạn đến 1 GW. Với sự thiệt hại của nhiều nhà máy điện, có thể mất hàng năm để miền Đông Nhật Bản phục hồi lại mức sản xuất điện trước đây.

### Dầu, than và khí đốt
Nhà máy lọc dầu Cosmo với công suất 220.000 thùng mỗi ngày đã bốc cháy sau trận động đất tại Ichihara, tỉnh Chiba, phía Đông Tokyo. Trong khi đó, các nhà máy khác phải tạm ngưng sản xuất do thiếu điện và an toàn hạn chế. Ngày 14 tháng 3, tại Sendai, một nhà máy lọc dầu với công suất 145.000 thùng mỗi ngày thuộc sở hữu của tập đoàn dầu khí lớn nhất Nhật Bản, JX Nippon Oil & Energy cũng bốc cháy sau trận động đất. Trong khi các quan chức của JX Nippon Oil & Energy mong muốn dập tắt đám cháy thì cảnh báo sóng thần đã kìm hãm những nỗ lực đó vì mọi công nhân đã đi sơ tán.
Một nhà phân tích ước tính rằng tiêu thụ các loại dầu có thể tăng đến 300.000 thùng mỗi ngày, vì phải hỗ trợ nhiên liệu đốt hóa thạch cho các nhà máy điện dự phòng để bù lại sự thiếu hụt 11 GW công suất điện hạt nhân của Nhật Bản.
Vị thế tự túc xăng dầu của Sendai đã bị phá hủy hoàn toàn, và nguồn cung cấp bị tạm hoãn lại cho đến ít nhất một tháng.
Ba tàu chở than đã bị sóng thần làm hư hại tại các bến cảng của Nhật Bản.

### Giao thông

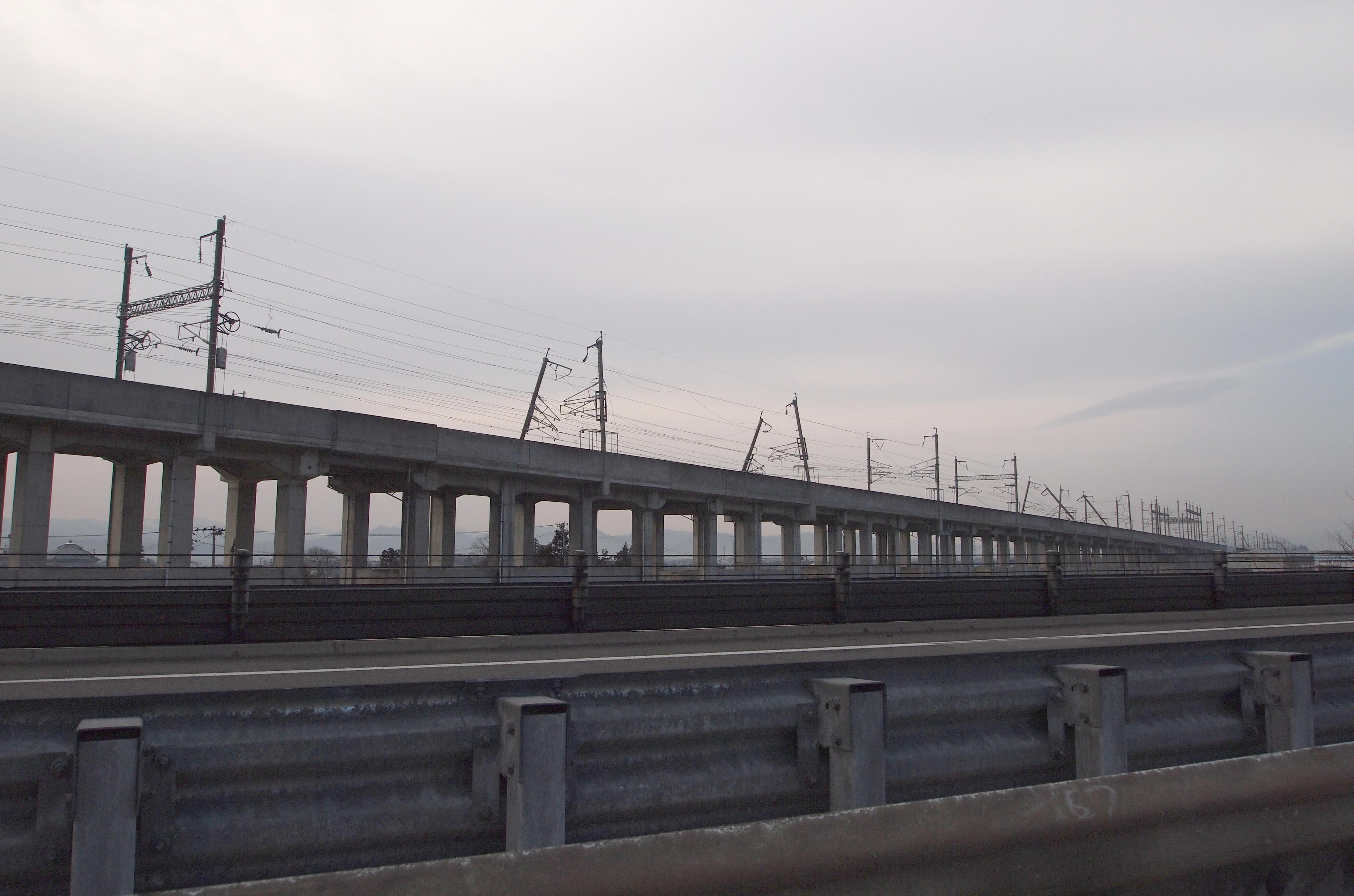
Thiệt hại trên tuyến đường tàu cao tốc Tōhoku Shinkansen.

Mạng lưới giao thông của Nhật Bản bị gián đoạn nghiêm trọng. Nhiều đoạn đường cao tốc Tōhoku hoạt động ở miền Bắc Nhật Bản đã bị hư hại. Tất cả các dịch vụ đường sắt bị hoãn lại ở Tokyo, với ước tính khoảng 20.000 người mắc kẹt tại các trạm chính trên toàn thành phố. Phải mất hàng giờ sau trận động đất, vài dịch vụ đường sắt mới được nối lại. Hầu hết các đường tàu ở Tokyo hoạt động trở lại ngay ngày hôm sau (12 tháng 3). 20.000 du khách mắc kẹt qua đêm 11-12 tháng 3 trong công viên Tokyo Disneyland.
Một đợt sóng thần đã làm ngập sân bay Sendai khoảng 1 giờ sau khi trận động đất đầu tiên xảy ra. Sân bay Narita và Haneda đều ngưng hoạt động sau khi trận động đất. Trong khoảng 24 giờ, hầu hết các chuyến bay đều chuyển hướng tới sân bay khác. Mười máy bay chở khách đến Haneda được chuyển hướng đến gần căn cứ không quân Yokota (Hoa Kỳ).
Nhiều dịch vụ đường sắt khác xung quanh Nhật Bản cũng bị hoãn lại. Công ty đường sắt Đông Nhật Bản đình chỉ tất cả các hoạt động trong cả ngày. Bốn chuyến tàu trên các tuyến đường ven biển bị mất tích. Trong số đó có một chuyến tàu bốn toa thuộc tuyến Senseki đã được tìm thấy trong tình trạng trật đường ray. Tất cả hành khách đều được giải cứu trước 8 giờ sáng (JST) hôm sau.
Ở trong và ngoài Tokyo, hệ thống tàu cao tốc Shinkansen không có chuyến nào bị trật đường ray, nhưng hoạt động của hệ thống này vẫn bị đình chỉ. Tuyến đường cao tốc Tōkaidō Shinkansen hoạt động trở lại vào cuối ngày nhưng có hạn chế, và trở lại lịch trình thông thường vào ngày hôm sau. Trong khi tuyến Jōetsu và Nagano Shinkansen trở lại hoạt động vào cuối ngày 12 tháng 3. Tuy nhiên, tuyến tàu điện ngầm Tōhoku vẫn phải ngưng vận hành do thiệt hại nặng nề về đường dây. Tình trạng của các tuyến đường sắt tại những vùng khó tiếp cận vẫn chưa xác định được. Ngày 15 tháng 3, hoạt động của tuyến Tōhoku Shinkansen đã phục hồi một phần, phục vụ một chuyến khứ hồi mỗi giờ giữa Tokyo và Nasu-Shiobara.

### Viễn thông
Dịch vụ điện thoại di động và điện thoại cố định bị gián đoạn chủ yếu trong khu vực bị ảnh hưởng. Tại những nơi cơ sở hạ tầng cơ bản vẫn còn, các dịch vụ Internet phần lớn không bị tác động mặc dù trận động đất đã làm hư hỏng vài phần của hệ thống cáp ngầm dưới biển được lắp đặt tại khu vực bị ảnh hưởng. Các hệ thống này có thể định tuyến lại xung quanh các phân đoạn bị hư hỏng vào liên kết dự phòng. Tại Nhật Bản, ban đầu chỉ có một vài trang web không thể truy cập được. Một số nhà cung cấp điểm truy cập không dây (Wifi hotspot) đã phản ứng với trận động đất bằng cách cung cấp đường truyền miễn phí qua mạng của họ.

### Trung tâm vũ trụ
Cơ quan Vũ trụ Nhật Bản (JAXA) đã sơ tán Trung tâm Vũ trụ Tsukuba thuộc tỉnh Ibaraki. Trung tâm Vũ trụ Tsukuba đã đóng cửa cùng một số thiệt hại được báo cáo. Trung tâm này là trụ sở của một phòng điều khiển đóng vai trò là một bộ phận của Trạm Vũ trụ Quốc tế (ISS).

### Ảnh hưởng kinh tế

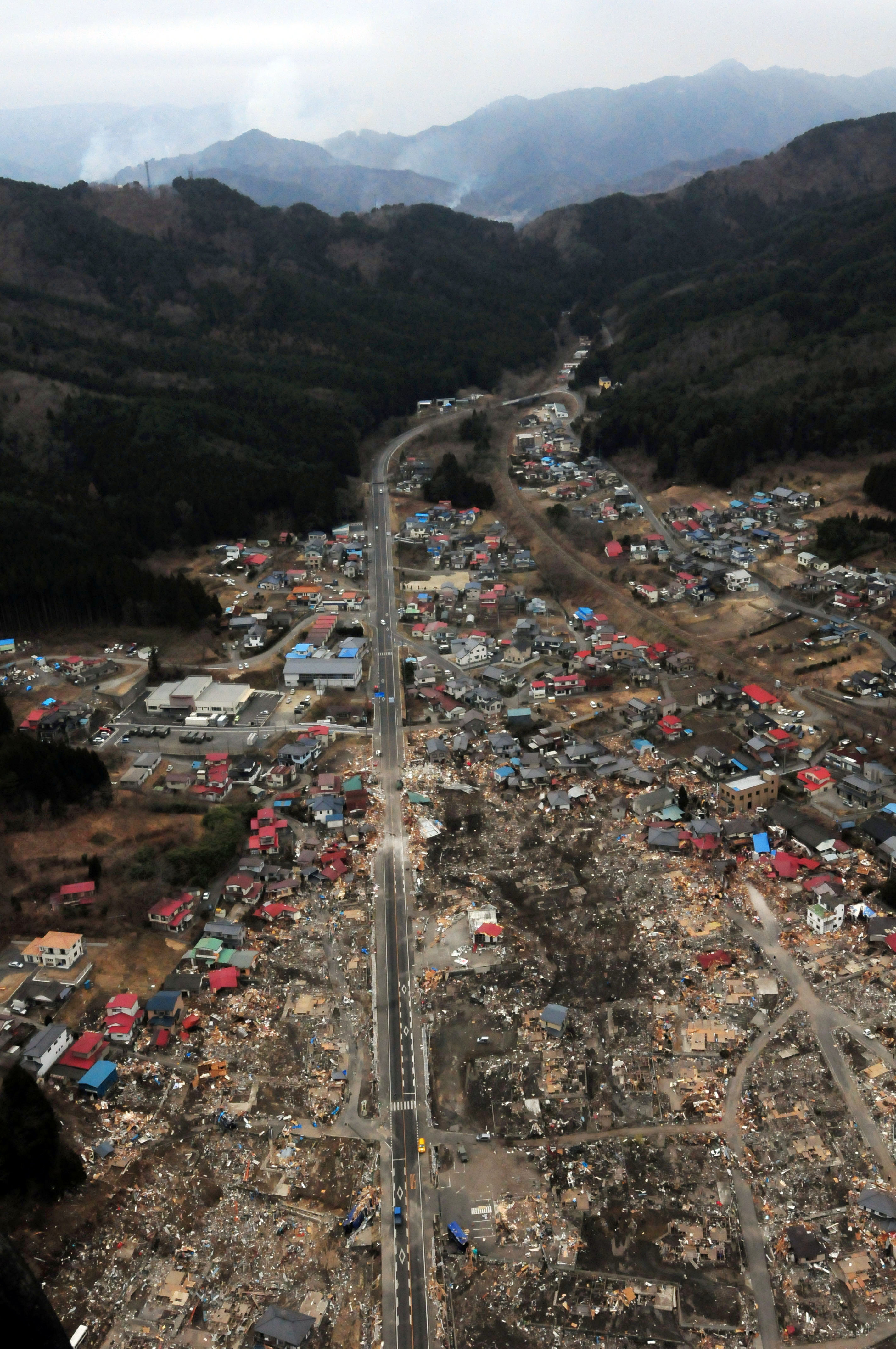
Cảnh sau thảm họa ở Wakuya, Nhật Bản

Cơn chấn động lập tức có tác động mạnh mẽ lên những doanh nghiệp như Toyota, Nissan và Honda. Các tập đoàn này đều phải ngừng toàn bộ hoạt động sản xuất tự động đến 14 tháng 3.
Ngày 14 tháng 3, với nỗ lực nhằm duy trì sự ổn định thị trường tài chính, Ngân hàng Nhật Bản đã tiếp thêm 15 tỉ ¥ vào thị trường tiền tệ để đảm bảo ổn định tài chính trong bối cảnh cổ phiếu sụt giảm và nguy cơ tín dụng gia tăng. Sau khi Ngân hàng Nhật Bản thiết lập một nguồn lực đặc biệt khẩn cấp để đảm bảo khả năng thanh toán cho những hậu quả của thiên tai, thống đốc Masaaki Shirakawa và hội đồng quản trị của ngân hàng cũng mở rộng chương trình mua trái phiếu chính phủ cho các quỹ giao dịch trao đổi với số tiền là 10 triệu ¥. Những người đứng đầu Ngân hàng Nhật Bản cho biết sẽ tiếp tục bơm tiền mặt khi cần thiết.
Tổng thư ký nội các Yukio Edano cho biết chính phủ Nhật Bản sẽ triệu tập vào ngày 13 tháng 3 để đánh giá những tác động kinh tế của thảm họa. Ông cũng nói với đài NHK rằng khoảng 200 tỉ ¥ còn trong ngân sách dành cho tài khóa hợp nhất (kết thúc vào ngày 31 tháng 3) sẽ được sử dụng để tài trợ cho các nỗ lực hồi phục tức thời. Các biện pháp bổ sung cũng có thể làm tổn thương nợ công của Nhật Bản (hiện đang đứng cao nhất thế giới). Điều này có thể gây ảnh hưởng xấu đến nhu cầu trái phiếu chính phủ.
Các nhà phân tích kinh tế khẳng định rằng, cuối cùng thì các thảm họa sẽ cải thiện nền kinh tế của Nhật Bản, với cơ hội việc làm gia tăng dựa trên những nỗ lực phục hồi nền kinh tế. JPMorgan Chase đưa ra phân tích dựa trên trận động đất San Francisco 1989 và động đất Northridge 1994, với nội dung chỉ ra rằng những thảm họa tự nhiên "sau cùng sẽ thực sự làm tăng sản xuất". Một nhà phân tích của tổ chức tài chính châu Âu Société Générale đưa ra dự đoán rằng nền kinh tế Nhật Bản sẽ suy giảm vào tháng 3 nhưng sẽ hồi sinh mạnh mẽ ở những tháng tiếp theo. Sau trận động đất Kobe 1995, sản lượng công nghiệp giảm 2,6%, nhưng tăng 2,2% vào tháng sau đó, và 1% nữa trong tháng tiếp theo. Kinh tế Nhật Bản sau đó tăng tốc đáng kể suốt hai năm liền, và cao hơn tỉ lệ tăng trưởng trước đây. Cũng có nhiều người khẳng định rằng điều này có hại cho nền kinh tế, và các phân tích trên lại trở thành con mồi cho những tranh cãi về mặt tích cực dựa trên mặt tiêu cực của thảm họa này.
Như một hậu quả trực tiếp của trận động đất, chỉ số Nikkei của thị trường cổ phiếu Nhật Bản đã trượt 5% giao dịch kì hạn trong phiên giao dịch sau thị trường. Ngân hàng Nhật Bản cho biết sẽ làm hết sức mình để đảm bảo ổn định thị trường tài chính.
Các thị trường chứng khoán khác trên thế giới cũng bị ảnh hưởng. Chỉ số DAX của Đức giảm 1,2% và rơi xuống còn 6.978 điểm trong vòng vài phút. Chỉ số Hằng Sinh của Hồng Kông đã giảm 1,8%, trong khi chỉ số Kospi của Hàn Quốc trượt xuống 1,3%. Đến cuối giao dịch ngày thứ sáu, chỉ số MSCI chấu Á Thái Bình Dương đã giảm xuống 1,8%. Các chỉ số thị trường chứng khoán chính của Mỹ tăng từ 0,5% đến 0,7%. Giá dầu cũng giảm do hậu quả của việc đóng cửa nhà máy lọc dầu Nhật Bản, không kể bạo lực đang diễn ra tại Libya và các cuộc biểu tình dự kiến ở Ả Rập Xê Út. Tại Hồng Kông, bộ trưởng tài chính Tằng Tuấn Hoa đã cảnh báo các nhà đầu tư "tuyệt đối cẩn trọng" vì trận động đất có thể có tác động ngắn hạn trên từng thị trường chứng khoán địa phương.

## Phản ứng của Nhật Bản

### Chính phủ
Thủ tướng Naoto Kan công bố chính phủ đã huy động Lực lượng Phòng vệ Nhật Bản đến những vùng chịu thảm họa động đất khác nhau. Ông yêu cầu công chúng Nhật Bản bình tĩnh hành động đồng thời theo dõi nhiều thể loại phương tiện truyền thông để cập nhật tin tức. Ông cũng cho biết nhiều nhà máy điện hạt nhân đã tự ngưng hoạt động để ngăn ngừa thiệt hại và rò rỉ phóng xạ. Thủ tướng Naoto Kan còn thành lập một bộ chỉ huy khẩn cấp đại diện ông dàn xếp những phản ứng của chính quyền.
Những khu tạm trú đang phải đối mặt với tình trạng thiếu nước uống, thực phẩm, chăn màn và tiện nghi tắm rửa, trong khi chính phủ đang cố sắp xếp những thứ thiếu yếu gửi đến nơi cần thiết sớm nhất có thể, từ những vùng khác nhau của Nhật Bản và từ nước ngoài. Nhiệt độ giảm do sự hư hỏng đường dây điện và khí đốt gây ra những vấn đề nan giải hơn tại các nơi tạm trú. Tính đến ngày 17 tháng 3, 336.521 người Nhật đã được di dời khỏi nhà cửa để sang định cư ở những nơi khác, trong đó bao gồm 2.367 khu tạm trú.
Nhật đã cử một đội tìm kiếm và cứu hộ khẩn cấp đến New Zealand để hỗ trợ khi trận động đất Christchurch 2011 xảy ra.

### Công dân

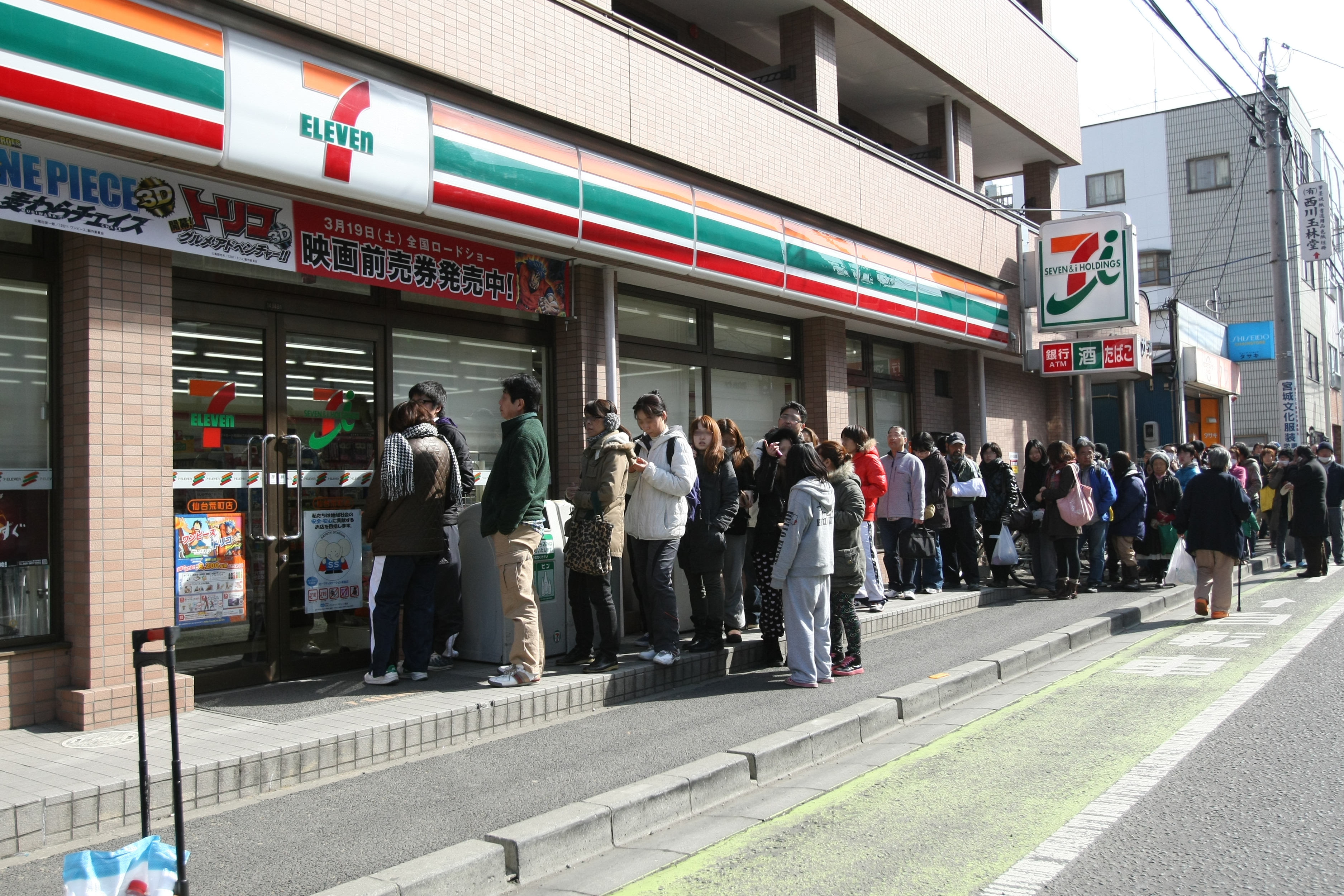
Người dân xếp hàng chờ mua hàng hóa.

Phóng viên trên đài NBC của Mỹ bày tỏ: "Đạo đức xã hội Nhật Bản thật đáng kinh ngạc. Không hề có bất cứ đề cập nào liên quan đến cướp bóc hay bạo lực. Tất cả mọi người đều xếp hàng chờ đợi đến lượt vào cửa hàng. Nhân viên cửa hàng rất lịch sự và tử tế." Thái độ này được cho rằng có nguồn gốc từ sự kiên trì và nhẫn nại của người Nhật.
Một phóng viên tờ nhật báo Globe and Mail của Canada viết: "Khi những thảm họa xảy ra liên tiếp chất chồng lên nhau, người Nhật đã thể hiện sự tuân thủ theo chỉ dẫn của chính quyền, đó cũng là khát vọng của quốc gia mong muốn thấy được công dân vẫn cư xử đúng mực trong bất kì tình huống nào." Việc không có nạn cướp bóc và rối loạn xảy ra không chỉ do tính nhẫn nại của người Nhật, mà còn do pháp luật khuyến khích sự lương thiện, do sự hiện diện của lực lượng cảnh sát đông đảo và do ba phe cánh lớn của tổ chức tội phạm Yakuza thay phiên tuần tra lãnh địa.
Tuy nhiên, một số người chịu thiệt hại bởi trận động đất bắt đầu đặt nghi vấn về những nỗ lực của chính phủ trong việc cung cấp thực phẩm, quần áo, điện, nhiệt, và các dịch vụ điện thoại. Chánh văn phòng nội các Yukio Edano sau đó đã nói: "Do nhận thức chậm trễ, lẽ ra chúng ta đã có thể tiến hành sớm hơn nữa việc đánh giá tình hình và phối hợp tất cả thông tin lại để đưa ra tin tức nhanh hơn."
Mười ngày sau trận động đất, bắt đầu xuất hiện báo cáo về các sự cố cướp bóc và trộm cắp tại những khu vực chịu ảnh hưởng của trận động đất và sóng thần. Tính đến ngày 20 tháng 3, công an tỉnh Miyagi đã có thống kê về 250 vụ trộm cắp, với lượng hàng hóa trị giá 4,9 triệu ¥ bị đánh cắp từ các cửa hàng và 5,8 triệu ¥ tiền mặt. Các nhân chứng cho biết kẻ trộm ăn cắp tiền mặt và sổ tiết kiệm từ những ngôi nhà bị hư hại, cướp bóc hàng hóa từ các cửa hàng và dùng ống siphon dẫn nhiên liệu từ các xe bị bỏ rơi hoặc bị hỏng.

### Yakuza
Yakuza - những tổ chức xã hội đen người Nhật - là những người đầu tiên gửi hàng cứu trợ đến cho các nạn nhân.

## Phản ứng quốc tế

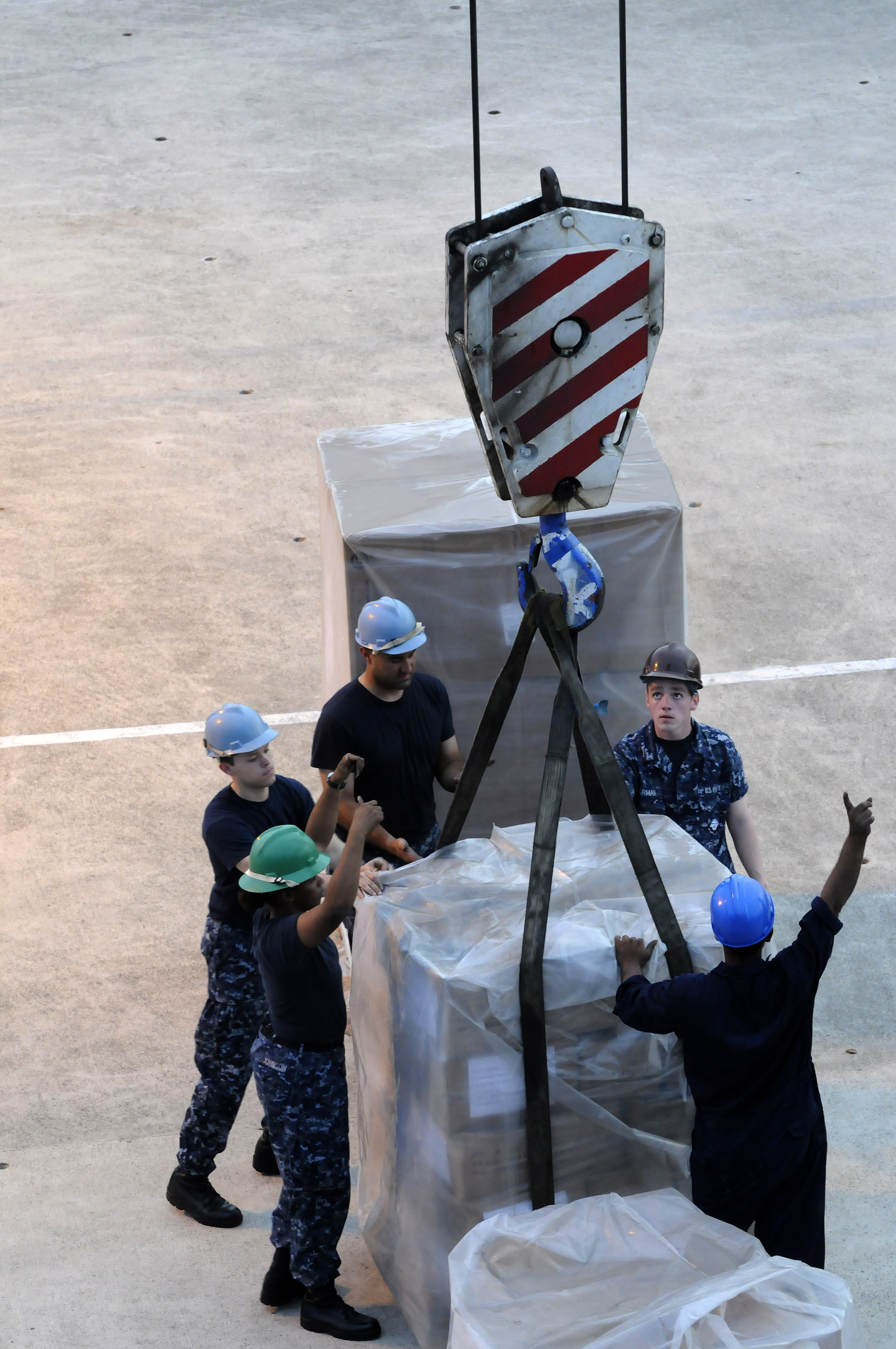
Hỗ trợ từ nước ngoài chuyển về Nhật Bản.

### Yêu cầu trợ giúp
Nhiều đội cứu hộ đặc biệt đã được cử đến Nhật Bản từ các quốc gia trên khắp thế giới  Cơ quan Vũ trụ Nhật Bản (JAXA) yêu cầu tổ chức đặc quyền của Cơ quan Vũ trụ châu Âu cho vệ tinh nhanh chóng truyền hình ảnh các vùng gặp thiên tai đến những tổ chức cứu trợ.

### Sự quan tâm của thế giới
Nhật Bản đã nhận được những thông điệp chia buồn và lời yêu cầu được trợ giúp từ một loạt các nhà lãnh đạo quốc tế. Ngày 19 tháng 3, Bộ Ngoại giao Nhật Bản cho biết có 128 quốc gia và 33 tổ chức quốc tế đã cung cấp hỗ trợ cho Nhật Bản.
Liên minh châu Âu cũng rất sẵn sàng đưa ra trợ giúp; chủ tịch Hội đồng châu Âu, ông Herman Van Rompuy đã nói: "Một trận động đất đủ cường độ làm lắc lư trục Trái Đất, một đợt sóng thần khổng lồ và tình trạng khẩn cấp của những nhà máy điện hạt nhân. Bất cứ thứ gì trong số kể trên đều là một tấn thảm kịch. Hàng ngàn người chết đã khiến thảm kịch trở thành thảm họa." Hai mươi quốc gia thành viên đã đề nghị hỗ trợ thông qua Cơ chế Bảo vệ Dân sự của châu Âu.
New Zealand đã gửi một đội cứu hộ mà trong ba tuần trước đó đã tìm kiếm các tòa nhà sau trận động đất tại Christchurch, và 15 tấn dụng cụ cứu trợ.
Úc đã gửi tàu khu trục HMAS Sydney và tàu đổ bộ hạng nặng HMAS Tobruk chở máy bay trực thăng, các đội kỹ sư và y tế của Lục quân Úc.
Hoa Kỳ đã di chuyển một số tàu hải quân đến gần Nhật Bản với mục đích cứu trợ, kể cả hàng không mẫu hạm Ronald Reagan. Đức gửi các chuyên gia cứu hộ từ Technisches Hilfswerk.
Anh cũng gửi 70 nhân viên cứu hộ đến Nhật Bản, kể cả hai chó cứu hộ, một đội hỗ trợ y tế và 11 tấn dụng cụ cứu hộ.
Hàn Quốc cử 5 nhân viên cứu hộ và 2 chó cứu hộ đến Nhật Bản, và thêm sau đó là 102 nhân viên cứu hộ.
Nhật Bản cũng yêu cầu công ty khí đốt Gazprom của chính phủ Nga thêm khí đốt, và công ty đang tìm cách đưa hai thuyền chở 150.000 tấn khí đốt hiện đang trong hợp đồng đến Nhật Bản. Giới chức Nga cho biết sẽ gửi một chiếc máy bay trực thăng Mi-26 cùng với 50 nhân viên cứu hộ để tìm kiếm những người sống sót, và hứa sẽ hỗ trợ thêm.
Iran cũng đưa một đội cứu trợ của Hội Lưỡi liềm Đỏ Iran đến Nhật Bản
Tổng thống Trung Hoa Dân quốc Mã Anh Cửu yêu cầu chính phủ trợ giúp Nhật Bản 100 triệu Tân Đài tệ (khoảng 3,3 triệu USD). Một đội cứu hộ gồm 28 người cũng đã đến Nhật Bản vào ngày 14 tháng 3. Thêm vào đó, một đội y tế cũng sẵn sàng đi đến Nhật Bản. Một số tổ chức chính phủ và từ thiện khác cũng đã quyên góp để hỗ trợ Nhật Bản.
Cộng hòa Nhân dân Trung Hoa đã gửi 167.000 USD để hỗ trợ Nhật Bản, cùng với một đội cứu hộ gồm 15 người.
Thủ tướng Campuchia Hun Sen đề nghị chính phủ gửi 100.000 USD cho Nhật Bản.
Malaysia gửi một đội cứu hộ, cùng với các bác sĩ và phụ tá y tế.
Singapore gửi một đội cứu hộ.
Afghanistan tặng Nhật Bản 50.000 USD; một con số đáng kể trong khi nước này đang phục hồi sau chiến tranh.
Bộ Ngoại giao Việt Nam tuyên bố chính phủ Việt Nam đã quyết định trợ giúp nhân dân Nhật Bản 200.000 USD để góp phần khắc phục hậu quả Ngày 14 tháng 3, Đại sứ quán Việt Nam tại Nhật Bản đã thiết lập kênh thông tin hỗ trợ các gia đình Việt Nam có người thân sống và làm việc tại các vùng bị ảnh hưởng động đất và sóng thần. Cùng ngày, Hội Chữ thập đỏ Việt Nam cũng hưởng ứng số tiền 50.000 USD thông qua hội Chữ thập đỏ Nhật Bản
Sự cố nhà máy điện hạt nhân Fukushima đưa vấn đề năng lượng hạt nhân ra trực tiếp trước quốc tế, gây một cuộc biểu tình chống hạt nhân của 50.000 người tại thành phố Stuttgart của Đức, đồng thời khiến một cuộc hội thảo về nhà máy hạt nhân tại Vương quốc Liên hiệp Anh và Bắc Ireland bị hủy bỏ.
Trung Quốc là một trong những quốc gia góp phần chính trong hoạt động cứu trợ tại Nhật Bản, mặc dù đã gặp phải khủng hoảng trong cuộc động đất gần đây. Ngày 15 tháng 3, trong khi từng bước điều chỉnh mức phóng xạ trên bờ biển quốc gia do phải đối mặt với khủng hoảng nhà máy điện Fukushima, Trung Quốc đã chính thức bắt đầu sơ tán công dân của mình ra khỏi các khu vực chịu ảnh hưởng nặng nề nhất ở Nhật Bản. Ngày 16 tháng 3, Pháp cũng đã chính thức bắt đầu di tản các công dân của mình từ các khu vực ảnh hưởng nặng nề nhất, đồng thời gửi máy bay để hỗ trợ công dân của mình rút khỏi Nhật Bản. Phản ứng với nguy cơ phơi nhiễm phóng xạ, chính phủ Áo đã chuyển đại sứ quán từ Tokyo đến Osaka với khoảng cách 400 km (250 dặm).
Ở nhiều nước, chính phủ và các chiến dịch viện trợ tư nhân đã được tổ chức để cung cấp tiền và hỗ trợ cho các nạn nhân và nhân dân Nhật Bản. Các trang web mua bán xã hội đã phát động chiến dịch gây quỹ trực tuyến, thu về hàng triệu đô la cho các tổ chức cứu trợ hoạt động tại Nhật Bản.
Quân đội Hoa Kỳ tổ chức chiến dịch Tomodachi nhằm mục tiêu hỗ trợ và mục tiêu nhân đạo đối với Nhật Bản.

## Phạm vi truyền thông
NHK, đài truyền hình quốc gia đã tạm ngừng phát sóng các chương trình truyền hình thông thường để đưa tin liên tục về tình hình đang diễn ra. Nhiều đài phát sóng khác khắp nước Nhật đều không ngừng đưa tin. Bắt đầu từ ngày 12 tháng 3 năm 2011, trang web các đài vô tuyến Ustream Asia phát sóng trực thông tin trực tiếp từ đài NHK, từ hệ thống phát sóng Tokyo, đài Fuji TV, TV Asahi, TV Tokyo, TV Kanagawa và CNN trên internet. YokosoNews, một trang web phát sóng trực tuyến tại Nhật Bản, ưu tiên đưa những tin mới nhất từ các đài tin tức của Nhật thông qua việc dịch lại nội dung bằng tiếng Anh theo thời điểm hiện tại. Báo Yomiuri Shimbun (Tokyo) cho biết "việc phối hợp các hoạt động cứu trợ tại những vùng thiên tai dự kiến sẽ làm tăng cường quan hệ Nhật-Mỹ."
Các phương tiện truyền thông nước khác, chẳng hạn như đài CNN, được cho là đã gieo thông tin hoang mang, phóng đại hơn, và đôi khi đưa tin về phạm vi thiệt hại của trận động đất không chính xác so với các phương tiện truyền thông Nhật Bản. Những báo cáo gieo hoang mang và không chính xác trong phương tiện truyền thông nước ngoài được quy là nguyên nhân gây ra nhiều sự lo lắng và căng thẳng hơn đối với cộng đồng người Nhật hiện đang sinh sống ở hải ngoại.

## Hình ảnh

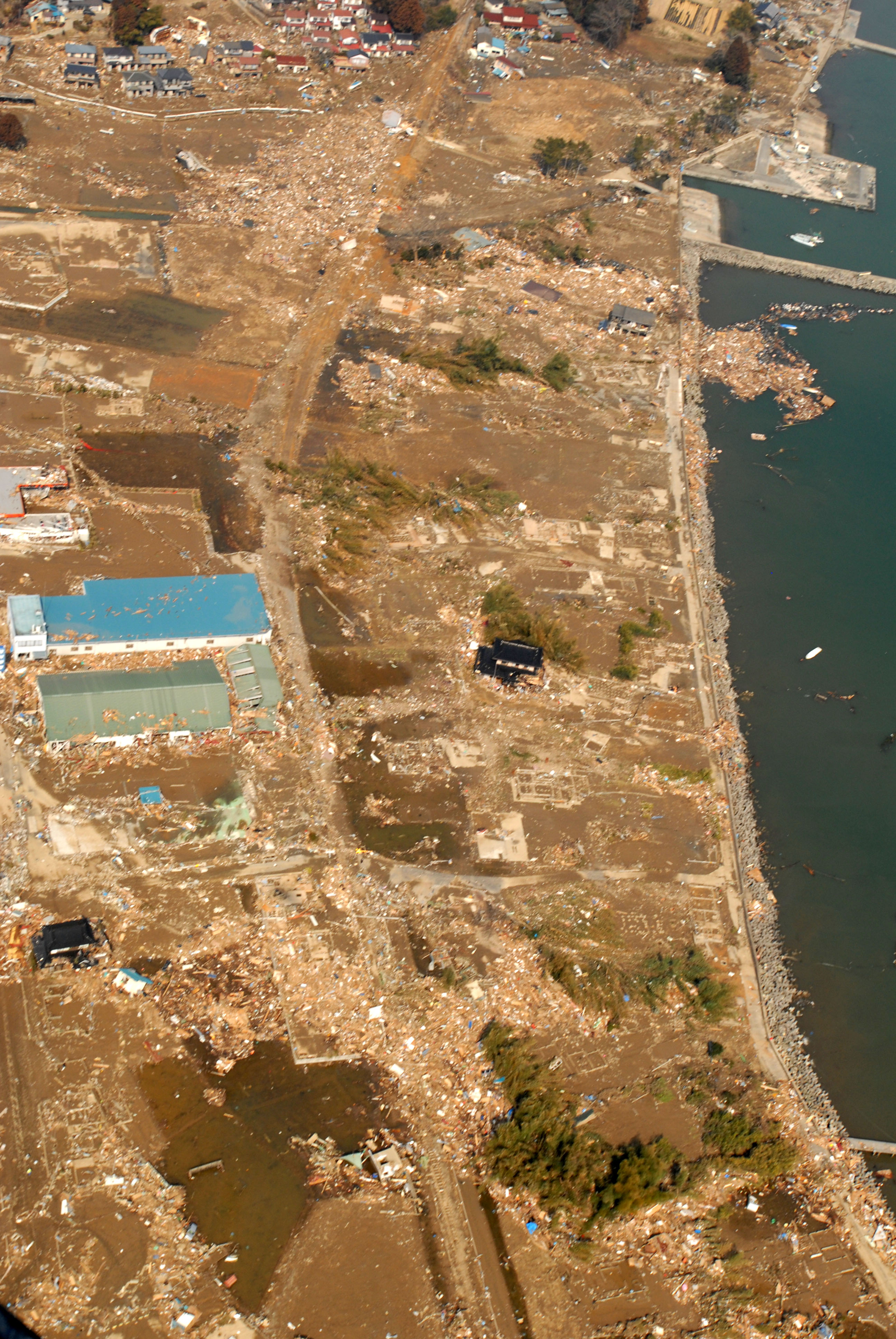
Một đoạn bờ biển Tohoku bị tàn phá.
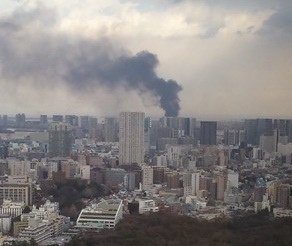
Khói bốc lên ở Tokyo.
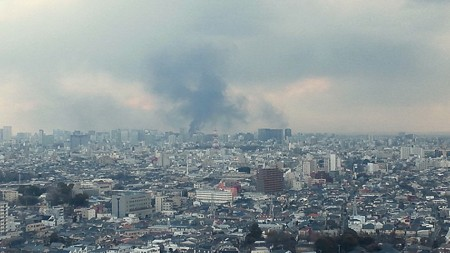
Tại Chiba, Nhật Bản.
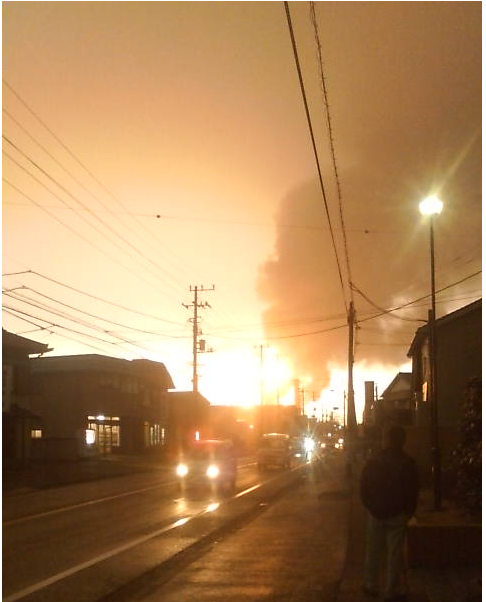
Cháy nhà máy lọc dầu Cosmo, Ishihara, Chiba (từ khoảng cách 3 km).
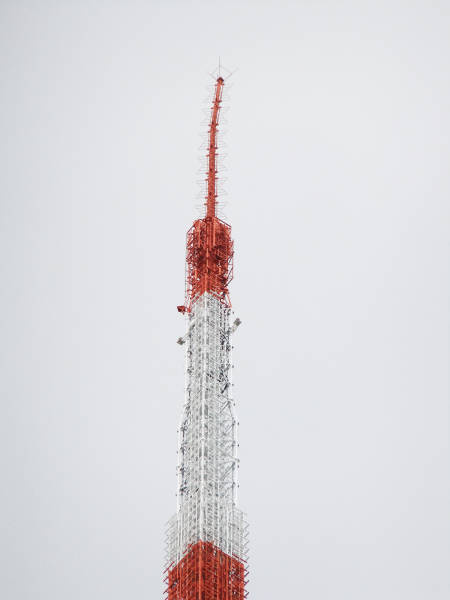
Anten trên Tháp Tokyo bị cong nhẹ sau trận động đất.
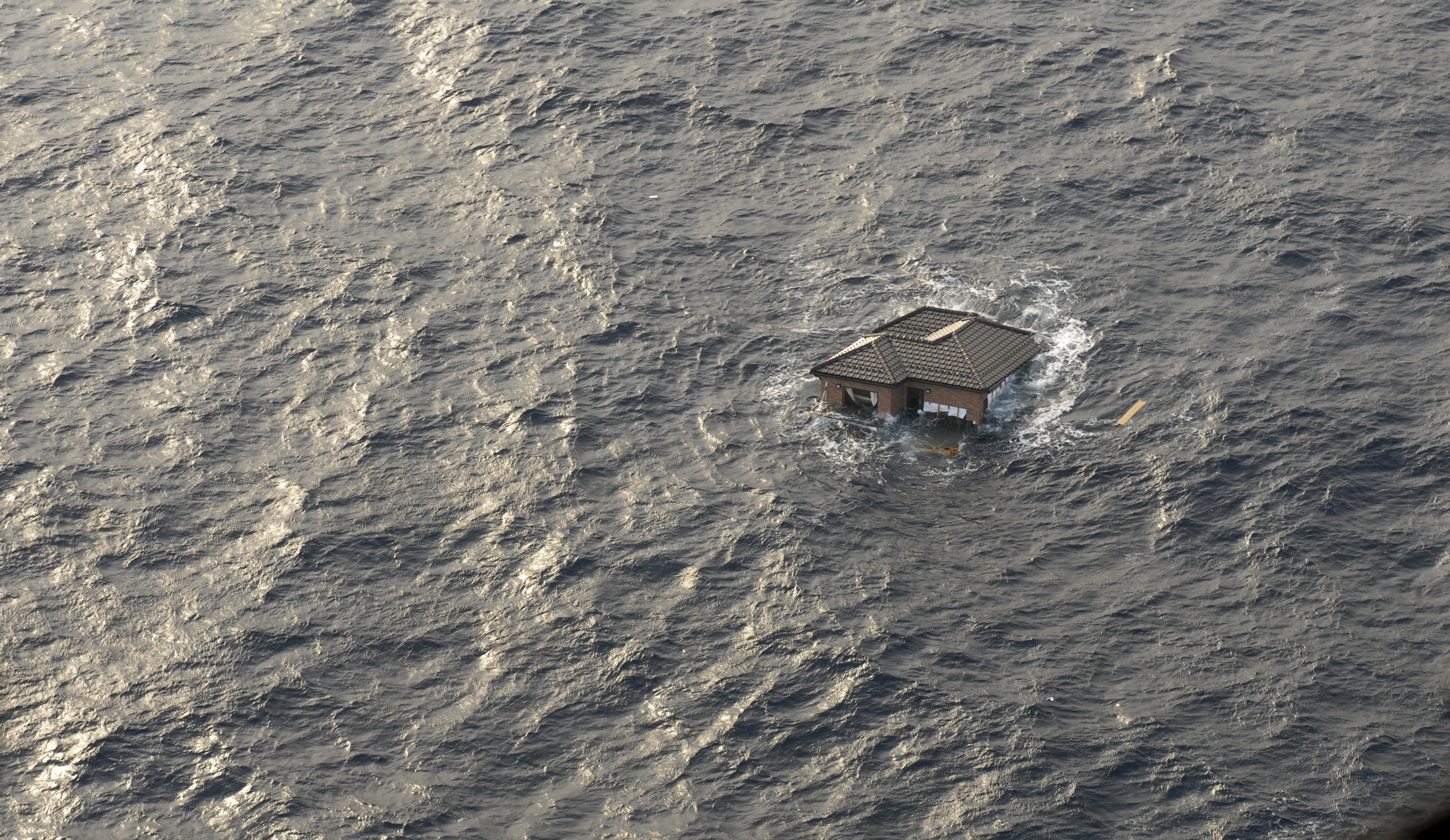
Một ngôi nhà Nhật trôi dạt trên Thái Bình Dương.
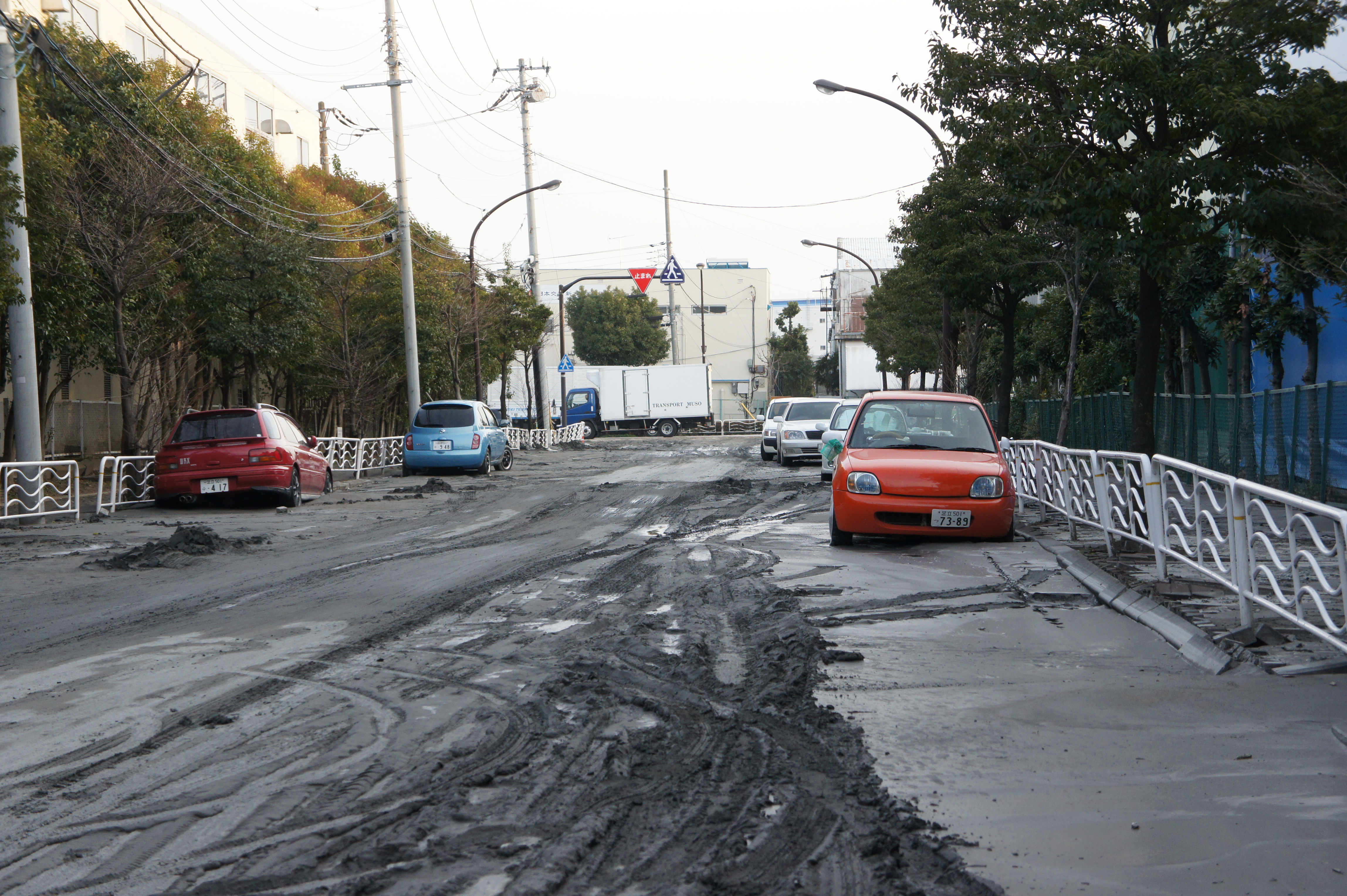
Đất bùn trên đường sau khi sóng thần rút ở Shinkiba, Tokyo.
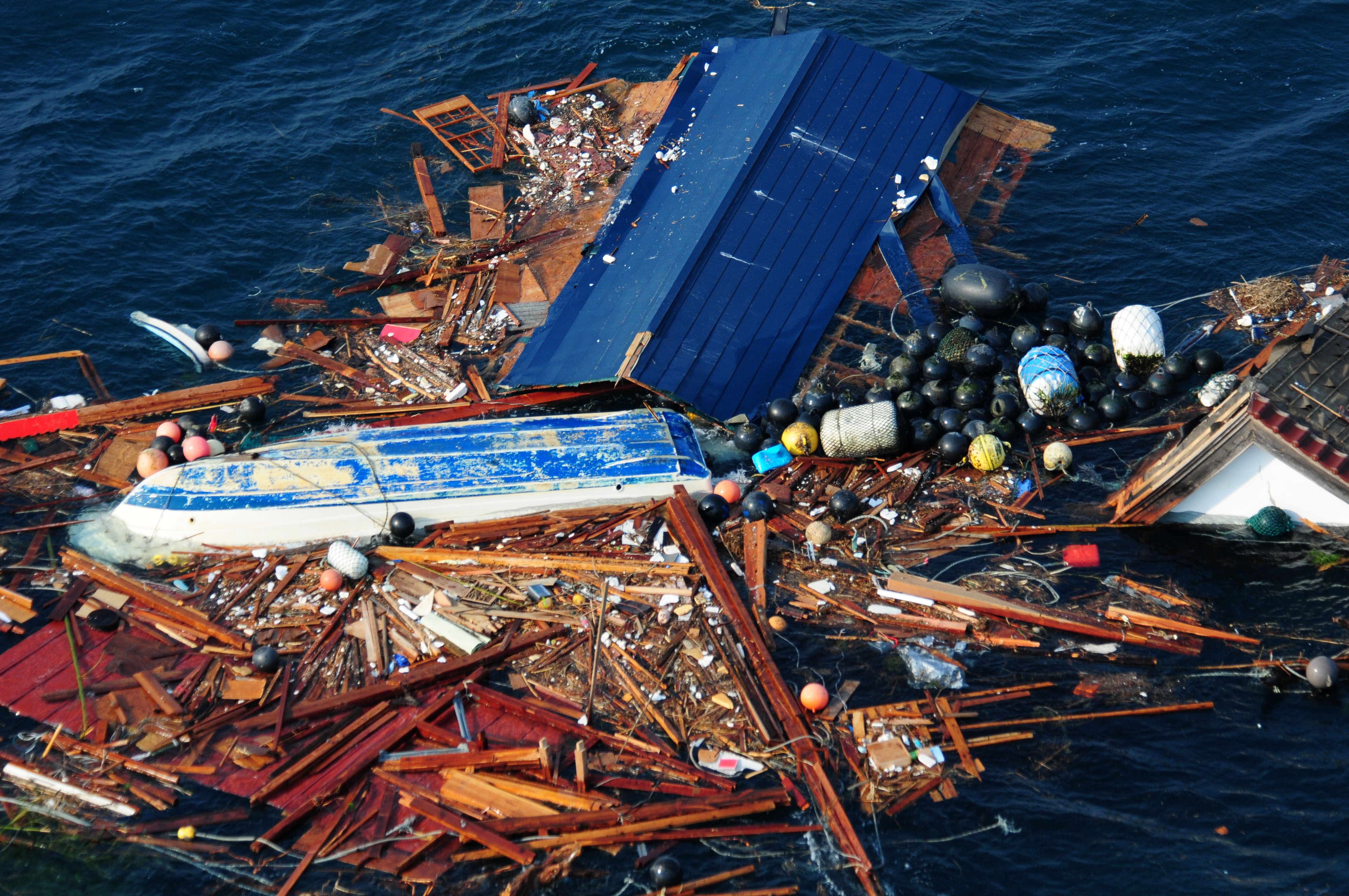
Tàn tích của sóng thần để lại trên biển.
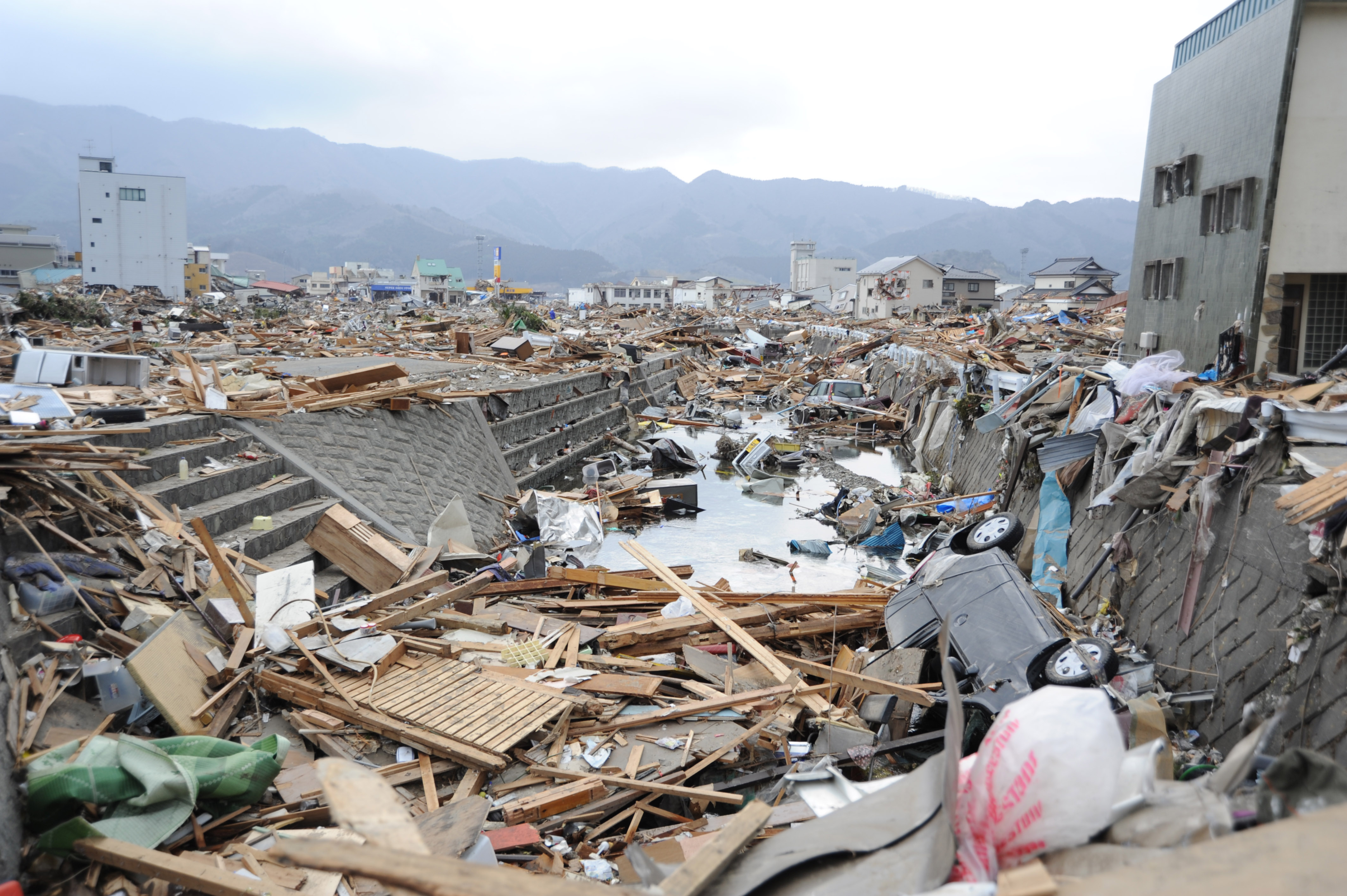
Bên một con kênh thuộc thành phố Ofunato, Nhật Bản.
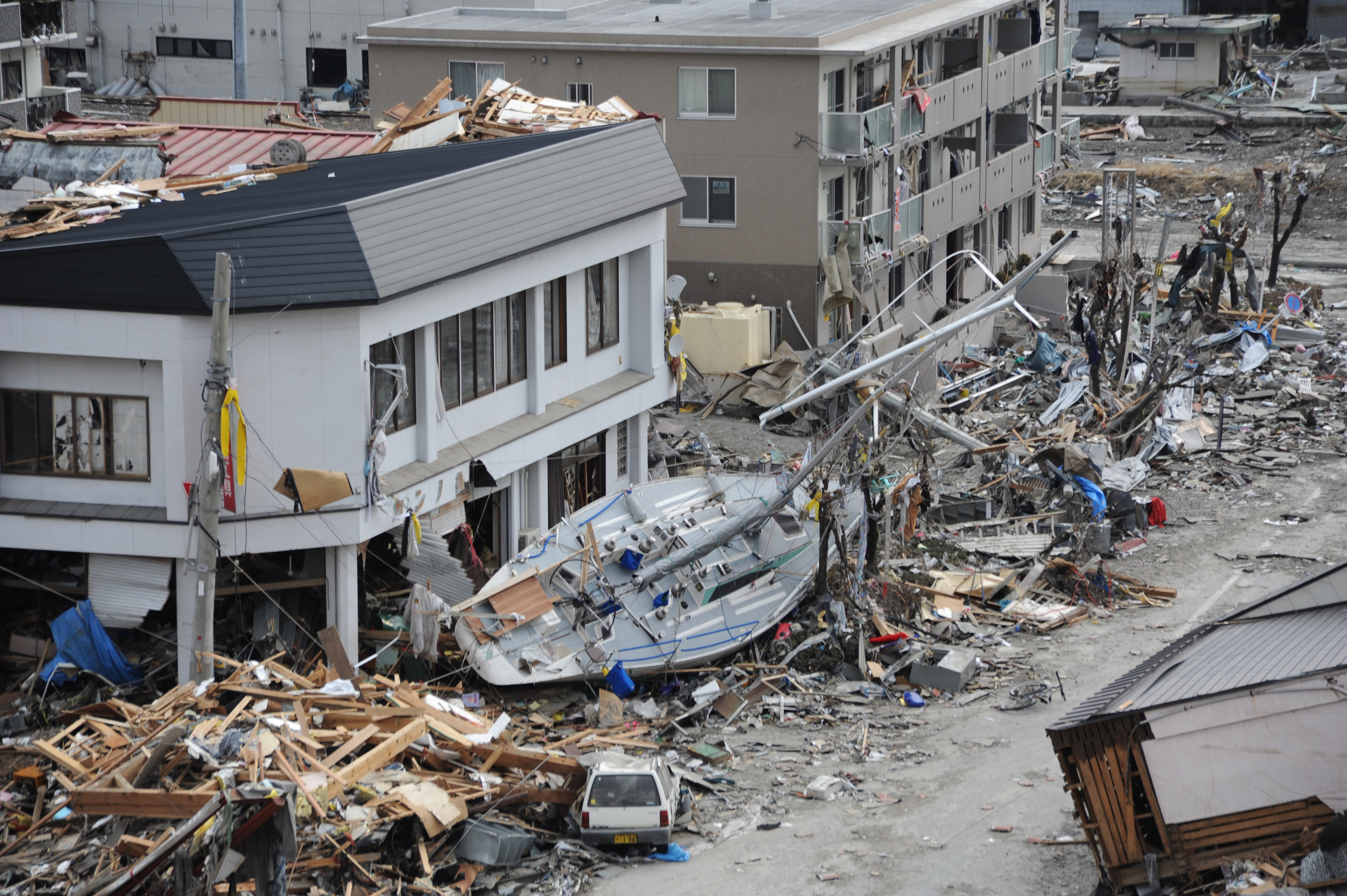
Đường phố ở Ofunato sau động đất.
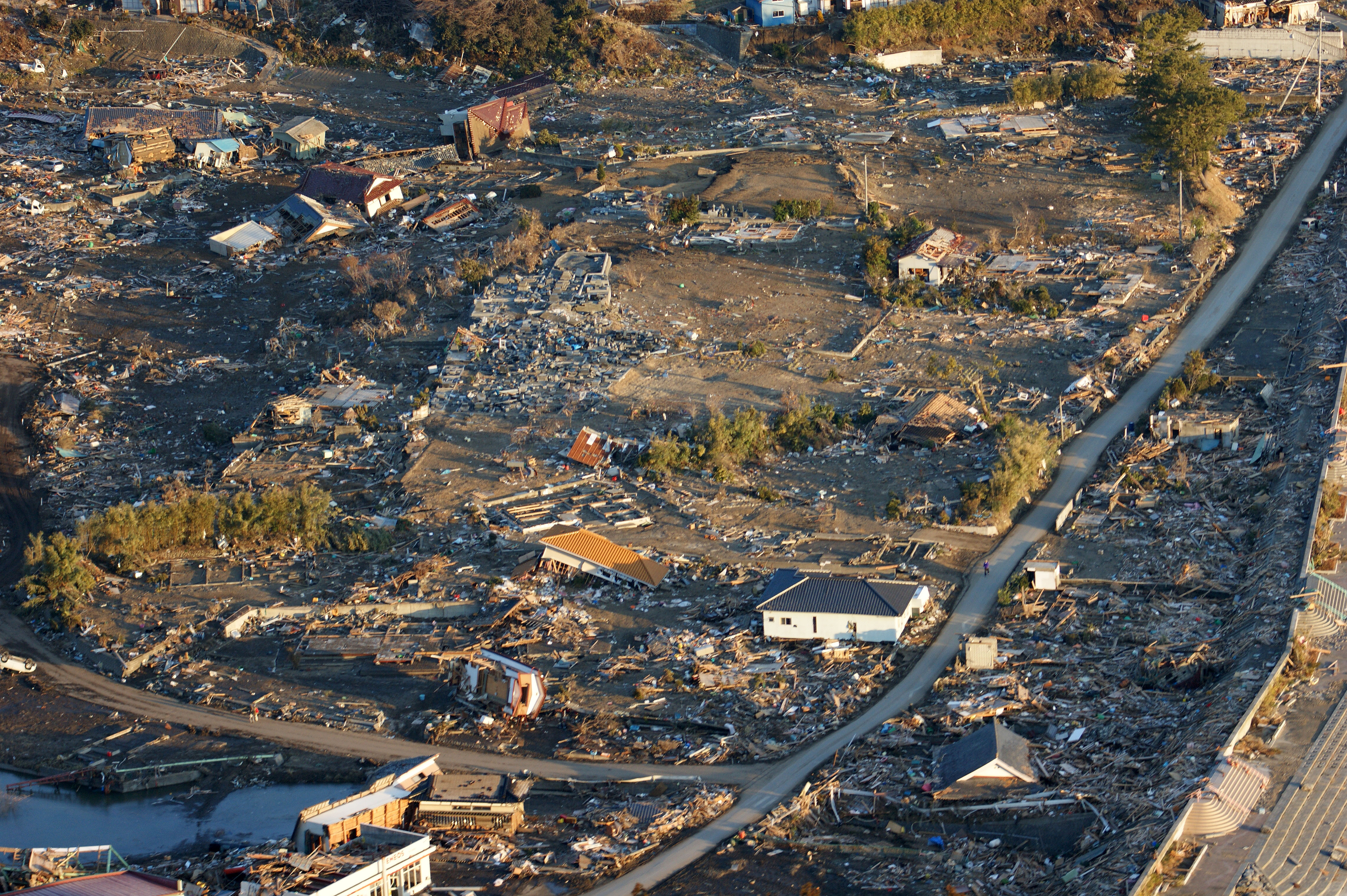
Thiệt hại ở Bắc Honshu, Nhật Bản.
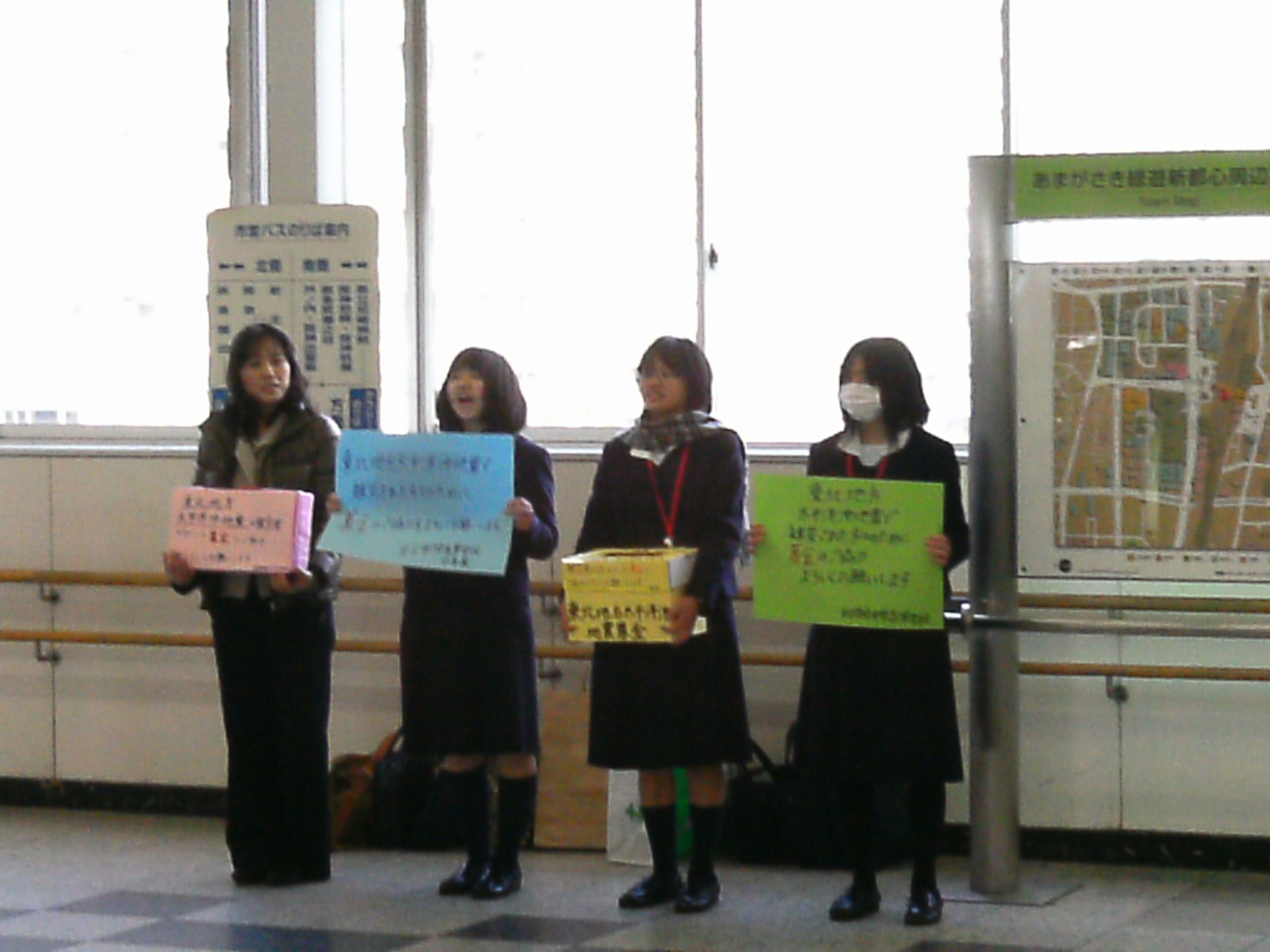
Người dân tuyên truyền gây quỹ.
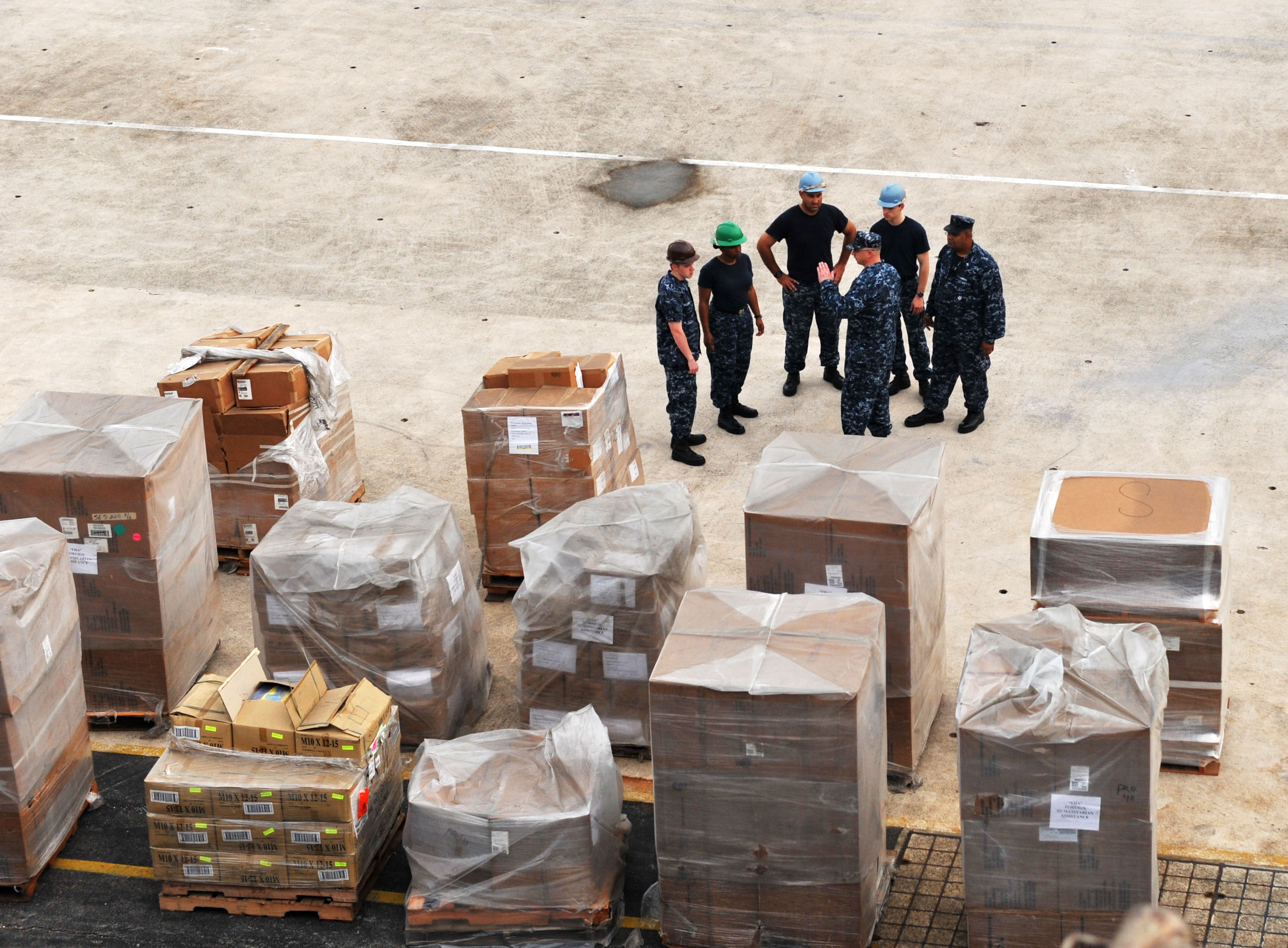
Hỗ trợ từ Singapore.
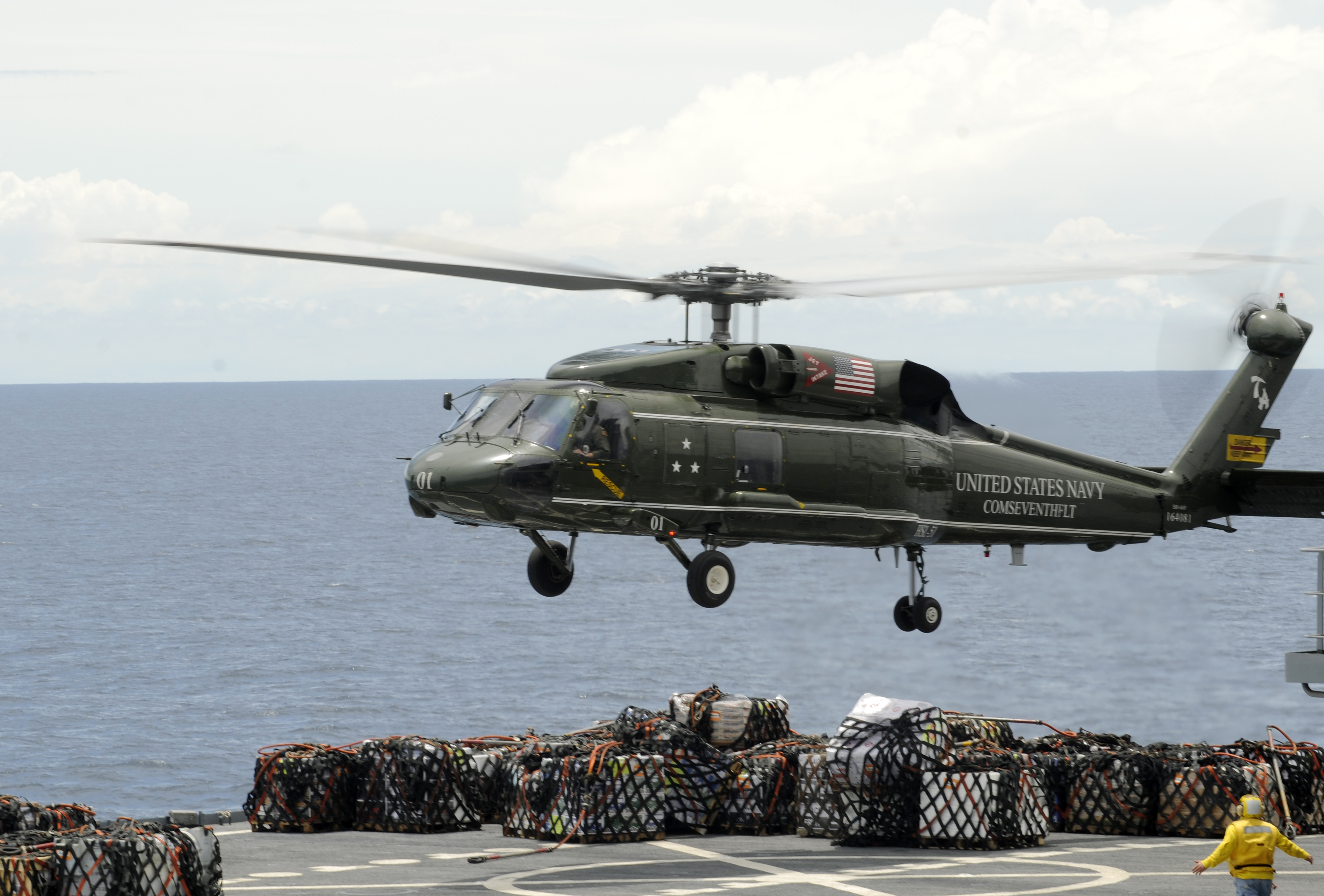
Trực thăng Mỹ chở hàng hóa tiếp tế.